# Зв'язування (шахи)
Зв'язування (англ. pin, нім. Fesselung), в шахах — напад далекобійної фігури (ферзя, тури, слона) на фігуру суперника (або пішака), за якою на лінії нападу (лінії зв'язування) розташована інша фігура суперника (однаково або більш цінна) або будь-який важливий пункт. Таким чином, в зв'язуванні беруть участь, як правило, три фігури:
1. Зв'язувальна — фігура, що зв'язує.
2. Зв'язана — фігура, що захищає. Зв'язуванням зазвичай обмежують її рухомість та здатність атакувати.
3. Прикрита — та, що захищається зв'язаною фігурою.

Зв'язування можливе й з двома фігурами у випадку якщо зв'язана фігура прикриває собою важливий пункт.

## Типи зв'язувань
1. Повне — зв'язування, в якому король є прикритою фігурою. Розрізняють два види повного зв'язування:
  1. абсолютне — зв'язування, в якому зв'язана фігура повністю втрачає здатність рухатись.
  2. відносне — зв'язування, в якому зв'язана фігура має здатність рухатись вздовж лінії зв'язування.
2. Неповне — зв'язування, в якому зв'язана фігура має здатність рухатись куди завгодно.

Фігура може поставити шах або мат, навіть коли вона зв'язана. Крім того, зв'язана фігура може, в свою чергу, зв'язувати фігуру суперника (взаємне зв'язування). Якщо на лінії зв'язування розташовані три (або більше) фігур суперника, зв'язування називається складним.

## В шаховій композиції
В шаховій композиції розрізняють такі способи зв'язування:
- Пряме, коли далекобійна фігура йде на лінію зв'язування, зв'язуючи фігуру (або пішака) іншого кольору.
- Опосередковане, коли лінію зв'язування полишає фігура (або пішак) того ж кольору, що й зв'язувальна.
- Самозв'язування, коли зв'язування створюється ходом того гравця, чия фігура (або пішак) виявляється зв'язаною. (напр. Тема Фастоскі)

Приховане (замасковане) зв'язування — позиція, в який зв'язка утворюється внаслідок того, що лінію зв'язування залишають одна або декілька фігур будь-якого кольору.
Напівзв'язування — позиція, в якій між королем і далекобійною фігурою знаходяться дві фігури (або два пішаки) того самого кольору, що й король. Коли одна з цих фігур (або пішаків) залишає зв'язування інша фігура (або пішак) виявляється зв'язаною — окремий випадок самозв'язування. Напівзв'язування є також окремим випадком замаскованого зв'язування.
Третьозв'язування — позиція, в якій між королем і далекобійною фігурою іншого кольору знаходяться три фігури (або пішаки) того самого кольору, що й король. Коли будь-які дві з цих трьох фігур (або) пішаків полишають лінію зв'язування, та фігура (або пішак) що залишається, виявляється зв'язаною.

## Приклади
|   | a | b | c | d | e | f | g | h |   |
| 8 | a8 чорна тура · d8 чорний ферзь · e8 чорний король · f8 чорний слон · g8 чорний кінь · h8 чорна тура · a7 чорний пішак · b7 чорний пішак · c7 чорний пішак · f7 чорний пішак · g7 чорний пішак · h7 чорний пішак · c6 чорний кінь · d6 чорний пішак · b5 білий слон · e5 чорний пішак · e4 білий пішак · g4 чорний слон · c3 білий пішак · f3 білий кінь · a2 білий пішак · b2 білий пішак · d2 білий пішак · f2 білий пішак · g2 білий пішак · h2 білий пішак · a1 біла тура · b1 білий кінь · c1 білий слон · d1 білий ферзь · e1 білий король · h1 біла тура | a8 чорна тура · d8 чорний ферзь · e8 чорний король · f8 чорний слон · g8 чорний кінь · h8 чорна тура · a7 чорний пішак · b7 чорний пішак · c7 чорний пішак · f7 чорний пішак · g7 чорний пішак · h7 чорний пішак · c6 чорний кінь · d6 чорний пішак · b5 білий слон · e5 чорний пішак · e4 білий пішак · g4 чорний слон · c3 білий пішак · f3 білий кінь · a2 білий пішак · b2 білий пішак · d2 білий пішак · f2 білий пішак · g2 білий пішак · h2 білий пішак · a1 біла тура · b1 білий кінь · c1 білий слон · d1 білий ферзь · e1 білий король · h1 біла тура | a8 чорна тура · d8 чорний ферзь · e8 чорний король · f8 чорний слон · g8 чорний кінь · h8 чорна тура · a7 чорний пішак · b7 чорний пішак · c7 чорний пішак · f7 чорний пішак · g7 чорний пішак · h7 чорний пішак · c6 чорний кінь · d6 чорний пішак · b5 білий слон · e5 чорний пішак · e4 білий пішак · g4 чорний слон · c3 білий пішак · f3 білий кінь · a2 білий пішак · b2 білий пішак · d2 білий пішак · f2 білий пішак · g2 білий пішак · h2 білий пішак · a1 біла тура · b1 білий кінь · c1 білий слон · d1 білий ферзь · e1 білий король · h1 біла тура | a8 чорна тура · d8 чорний ферзь · e8 чорний король · f8 чорний слон · g8 чорний кінь · h8 чорна тура · a7 чорний пішак · b7 чорний пішак · c7 чорний пішак · f7 чорний пішак · g7 чорний пішак · h7 чорний пішак · c6 чорний кінь · d6 чорний пішак · b5 білий слон · e5 чорний пішак · e4 білий пішак · g4 чорний слон · c3 білий пішак · f3 білий кінь · a2 білий пішак · b2 білий пішак · d2 білий пішак · f2 білий пішак · g2 білий пішак · h2 білий пішак · a1 біла тура · b1 білий кінь · c1 білий слон · d1 білий ферзь · e1 білий король · h1 біла тура | a8 чорна тура · d8 чорний ферзь · e8 чорний король · f8 чорний слон · g8 чорний кінь · h8 чорна тура · a7 чорний пішак · b7 чорний пішак · c7 чорний пішак · f7 чорний пішак · g7 чорний пішак · h7 чорний пішак · c6 чорний кінь · d6 чорний пішак · b5 білий слон · e5 чорний пішак · e4 білий пішак · g4 чорний слон · c3 білий пішак · f3 білий кінь · a2 білий пішак · b2 білий пішак · d2 білий пішак · f2 білий пішак · g2 білий пішак · h2 білий пішак · a1 біла тура · b1 білий кінь · c1 білий слон · d1 білий ферзь · e1 білий король · h1 біла тура | a8 чорна тура · d8 чорний ферзь · e8 чорний король · f8 чорний слон · g8 чорний кінь · h8 чорна тура · a7 чорний пішак · b7 чорний пішак · c7 чорний пішак · f7 чорний пішак · g7 чорний пішак · h7 чорний пішак · c6 чорний кінь · d6 чорний пішак · b5 білий слон · e5 чорний пішак · e4 білий пішак · g4 чорний слон · c3 білий пішак · f3 білий кінь · a2 білий пішак · b2 білий пішак · d2 білий пішак · f2 білий пішак · g2 білий пішак · h2 білий пішак · a1 біла тура · b1 білий кінь · c1 білий слон · d1 білий ферзь · e1 білий король · h1 біла тура | a8 чорна тура · d8 чорний ферзь · e8 чорний король · f8 чорний слон · g8 чорний кінь · h8 чорна тура · a7 чорний пішак · b7 чорний пішак · c7 чорний пішак · f7 чорний пішак · g7 чорний пішак · h7 чорний пішак · c6 чорний кінь · d6 чорний пішак · b5 білий слон · e5 чорний пішак · e4 білий пішак · g4 чорний слон · c3 білий пішак · f3 білий кінь · a2 білий пішак · b2 білий пішак · d2 білий пішак · f2 білий пішак · g2 білий пішак · h2 білий пішак · a1 біла тура · b1 білий кінь · c1 білий слон · d1 білий ферзь · e1 білий король · h1 біла тура | a8 чорна тура · d8 чорний ферзь · e8 чорний король · f8 чорний слон · g8 чорний кінь · h8 чорна тура · a7 чорний пішак · b7 чорний пішак · c7 чорний пішак · f7 чорний пішак · g7 чорний пішак · h7 чорний пішак · c6 чорний кінь · d6 чорний пішак · b5 білий слон · e5 чорний пішак · e4 білий пішак · g4 чорний слон · c3 білий пішак · f3 білий кінь · a2 білий пішак · b2 білий пішак · d2 білий пішак · f2 білий пішак · g2 білий пішак · h2 білий пішак · a1 біла тура · b1 білий кінь · c1 білий слон · d1 білий ферзь · e1 білий король · h1 біла тура | 8 |
| 7 | a8 чорна тура · d8 чорний ферзь · e8 чорний король · f8 чорний слон · g8 чорний кінь · h8 чорна тура · a7 чорний пішак · b7 чорний пішак · c7 чорний пішак · f7 чорний пішак · g7 чорний пішак · h7 чорний пішак · c6 чорний кінь · d6 чорний пішак · b5 білий слон · e5 чорний пішак · e4 білий пішак · g4 чорний слон · c3 білий пішак · f3 білий кінь · a2 білий пішак · b2 білий пішак · d2 білий пішак · f2 білий пішак · g2 білий пішак · h2 білий пішак · a1 біла тура · b1 білий кінь · c1 білий слон · d1 білий ферзь · e1 білий король · h1 біла тура | a8 чорна тура · d8 чорний ферзь · e8 чорний король · f8 чорний слон · g8 чорний кінь · h8 чорна тура · a7 чорний пішак · b7 чорний пішак · c7 чорний пішак · f7 чорний пішак · g7 чорний пішак · h7 чорний пішак · c6 чорний кінь · d6 чорний пішак · b5 білий слон · e5 чорний пішак · e4 білий пішак · g4 чорний слон · c3 білий пішак · f3 білий кінь · a2 білий пішак · b2 білий пішак · d2 білий пішак · f2 білий пішак · g2 білий пішак · h2 білий пішак · a1 біла тура · b1 білий кінь · c1 білий слон · d1 білий ферзь · e1 білий король · h1 біла тура | a8 чорна тура · d8 чорний ферзь · e8 чорний король · f8 чорний слон · g8 чорний кінь · h8 чорна тура · a7 чорний пішак · b7 чорний пішак · c7 чорний пішак · f7 чорний пішак · g7 чорний пішак · h7 чорний пішак · c6 чорний кінь · d6 чорний пішак · b5 білий слон · e5 чорний пішак · e4 білий пішак · g4 чорний слон · c3 білий пішак · f3 білий кінь · a2 білий пішак · b2 білий пішак · d2 білий пішак · f2 білий пішак · g2 білий пішак · h2 білий пішак · a1 біла тура · b1 білий кінь · c1 білий слон · d1 білий ферзь · e1 білий король · h1 біла тура | a8 чорна тура · d8 чорний ферзь · e8 чорний король · f8 чорний слон · g8 чорний кінь · h8 чорна тура · a7 чорний пішак · b7 чорний пішак · c7 чорний пішак · f7 чорний пішак · g7 чорний пішак · h7 чорний пішак · c6 чорний кінь · d6 чорний пішак · b5 білий слон · e5 чорний пішак · e4 білий пішак · g4 чорний слон · c3 білий пішак · f3 білий кінь · a2 білий пішак · b2 білий пішак · d2 білий пішак · f2 білий пішак · g2 білий пішак · h2 білий пішак · a1 біла тура · b1 білий кінь · c1 білий слон · d1 білий ферзь · e1 білий король · h1 біла тура | a8 чорна тура · d8 чорний ферзь · e8 чорний король · f8 чорний слон · g8 чорний кінь · h8 чорна тура · a7 чорний пішак · b7 чорний пішак · c7 чорний пішак · f7 чорний пішак · g7 чорний пішак · h7 чорний пішак · c6 чорний кінь · d6 чорний пішак · b5 білий слон · e5 чорний пішак · e4 білий пішак · g4 чорний слон · c3 білий пішак · f3 білий кінь · a2 білий пішак · b2 білий пішак · d2 білий пішак · f2 білий пішак · g2 білий пішак · h2 білий пішак · a1 біла тура · b1 білий кінь · c1 білий слон · d1 білий ферзь · e1 білий король · h1 біла тура | a8 чорна тура · d8 чорний ферзь · e8 чорний король · f8 чорний слон · g8 чорний кінь · h8 чорна тура · a7 чорний пішак · b7 чорний пішак · c7 чорний пішак · f7 чорний пішак · g7 чорний пішак · h7 чорний пішак · c6 чорний кінь · d6 чорний пішак · b5 білий слон · e5 чорний пішак · e4 білий пішак · g4 чорний слон · c3 білий пішак · f3 білий кінь · a2 білий пішак · b2 білий пішак · d2 білий пішак · f2 білий пішак · g2 білий пішак · h2 білий пішак · a1 біла тура · b1 білий кінь · c1 білий слон · d1 білий ферзь · e1 білий король · h1 біла тура | a8 чорна тура · d8 чорний ферзь · e8 чорний король · f8 чорний слон · g8 чорний кінь · h8 чорна тура · a7 чорний пішак · b7 чорний пішак · c7 чорний пішак · f7 чорний пішак · g7 чорний пішак · h7 чорний пішак · c6 чорний кінь · d6 чорний пішак · b5 білий слон · e5 чорний пішак · e4 білий пішак · g4 чорний слон · c3 білий пішак · f3 білий кінь · a2 білий пішак · b2 білий пішак · d2 білий пішак · f2 білий пішак · g2 білий пішак · h2 білий пішак · a1 біла тура · b1 білий кінь · c1 білий слон · d1 білий ферзь · e1 білий король · h1 біла тура | a8 чорна тура · d8 чорний ферзь · e8 чорний король · f8 чорний слон · g8 чорний кінь · h8 чорна тура · a7 чорний пішак · b7 чорний пішак · c7 чорний пішак · f7 чорний пішак · g7 чорний пішак · h7 чорний пішак · c6 чорний кінь · d6 чорний пішак · b5 білий слон · e5 чорний пішак · e4 білий пішак · g4 чорний слон · c3 білий пішак · f3 білий кінь · a2 білий пішак · b2 білий пішак · d2 білий пішак · f2 білий пішак · g2 білий пішак · h2 білий пішак · a1 біла тура · b1 білий кінь · c1 білий слон · d1 білий ферзь · e1 білий король · h1 біла тура | 7 |
| 6 | a8 чорна тура · d8 чорний ферзь · e8 чорний король · f8 чорний слон · g8 чорний кінь · h8 чорна тура · a7 чорний пішак · b7 чорний пішак · c7 чорний пішак · f7 чорний пішак · g7 чорний пішак · h7 чорний пішак · c6 чорний кінь · d6 чорний пішак · b5 білий слон · e5 чорний пішак · e4 білий пішак · g4 чорний слон · c3 білий пішак · f3 білий кінь · a2 білий пішак · b2 білий пішак · d2 білий пішак · f2 білий пішак · g2 білий пішак · h2 білий пішак · a1 біла тура · b1 білий кінь · c1 білий слон · d1 білий ферзь · e1 білий король · h1 біла тура | a8 чорна тура · d8 чорний ферзь · e8 чорний король · f8 чорний слон · g8 чорний кінь · h8 чорна тура · a7 чорний пішак · b7 чорний пішак · c7 чорний пішак · f7 чорний пішак · g7 чорний пішак · h7 чорний пішак · c6 чорний кінь · d6 чорний пішак · b5 білий слон · e5 чорний пішак · e4 білий пішак · g4 чорний слон · c3 білий пішак · f3 білий кінь · a2 білий пішак · b2 білий пішак · d2 білий пішак · f2 білий пішак · g2 білий пішак · h2 білий пішак · a1 біла тура · b1 білий кінь · c1 білий слон · d1 білий ферзь · e1 білий король · h1 біла тура | a8 чорна тура · d8 чорний ферзь · e8 чорний король · f8 чорний слон · g8 чорний кінь · h8 чорна тура · a7 чорний пішак · b7 чорний пішак · c7 чорний пішак · f7 чорний пішак · g7 чорний пішак · h7 чорний пішак · c6 чорний кінь · d6 чорний пішак · b5 білий слон · e5 чорний пішак · e4 білий пішак · g4 чорний слон · c3 білий пішак · f3 білий кінь · a2 білий пішак · b2 білий пішак · d2 білий пішак · f2 білий пішак · g2 білий пішак · h2 білий пішак · a1 біла тура · b1 білий кінь · c1 білий слон · d1 білий ферзь · e1 білий король · h1 біла тура | a8 чорна тура · d8 чорний ферзь · e8 чорний король · f8 чорний слон · g8 чорний кінь · h8 чорна тура · a7 чорний пішак · b7 чорний пішак · c7 чорний пішак · f7 чорний пішак · g7 чорний пішак · h7 чорний пішак · c6 чорний кінь · d6 чорний пішак · b5 білий слон · e5 чорний пішак · e4 білий пішак · g4 чорний слон · c3 білий пішак · f3 білий кінь · a2 білий пішак · b2 білий пішак · d2 білий пішак · f2 білий пішак · g2 білий пішак · h2 білий пішак · a1 біла тура · b1 білий кінь · c1 білий слон · d1 білий ферзь · e1 білий король · h1 біла тура | a8 чорна тура · d8 чорний ферзь · e8 чорний король · f8 чорний слон · g8 чорний кінь · h8 чорна тура · a7 чорний пішак · b7 чорний пішак · c7 чорний пішак · f7 чорний пішак · g7 чорний пішак · h7 чорний пішак · c6 чорний кінь · d6 чорний пішак · b5 білий слон · e5 чорний пішак · e4 білий пішак · g4 чорний слон · c3 білий пішак · f3 білий кінь · a2 білий пішак · b2 білий пішак · d2 білий пішак · f2 білий пішак · g2 білий пішак · h2 білий пішак · a1 біла тура · b1 білий кінь · c1 білий слон · d1 білий ферзь · e1 білий король · h1 біла тура | a8 чорна тура · d8 чорний ферзь · e8 чорний король · f8 чорний слон · g8 чорний кінь · h8 чорна тура · a7 чорний пішак · b7 чорний пішак · c7 чорний пішак · f7 чорний пішак · g7 чорний пішак · h7 чорний пішак · c6 чорний кінь · d6 чорний пішак · b5 білий слон · e5 чорний пішак · e4 білий пішак · g4 чорний слон · c3 білий пішак · f3 білий кінь · a2 білий пішак · b2 білий пішак · d2 білий пішак · f2 білий пішак · g2 білий пішак · h2 білий пішак · a1 біла тура · b1 білий кінь · c1 білий слон · d1 білий ферзь · e1 білий король · h1 біла тура | a8 чорна тура · d8 чорний ферзь · e8 чорний король · f8 чорний слон · g8 чорний кінь · h8 чорна тура · a7 чорний пішак · b7 чорний пішак · c7 чорний пішак · f7 чорний пішак · g7 чорний пішак · h7 чорний пішак · c6 чорний кінь · d6 чорний пішак · b5 білий слон · e5 чорний пішак · e4 білий пішак · g4 чорний слон · c3 білий пішак · f3 білий кінь · a2 білий пішак · b2 білий пішак · d2 білий пішак · f2 білий пішак · g2 білий пішак · h2 білий пішак · a1 біла тура · b1 білий кінь · c1 білий слон · d1 білий ферзь · e1 білий король · h1 біла тура | a8 чорна тура · d8 чорний ферзь · e8 чорний король · f8 чорний слон · g8 чорний кінь · h8 чорна тура · a7 чорний пішак · b7 чорний пішак · c7 чорний пішак · f7 чорний пішак · g7 чорний пішак · h7 чорний пішак · c6 чорний кінь · d6 чорний пішак · b5 білий слон · e5 чорний пішак · e4 білий пішак · g4 чорний слон · c3 білий пішак · f3 білий кінь · a2 білий пішак · b2 білий пішак · d2 білий пішак · f2 білий пішак · g2 білий пішак · h2 білий пішак · a1 біла тура · b1 білий кінь · c1 білий слон · d1 білий ферзь · e1 білий король · h1 біла тура | 6 |
| 5 | a8 чорна тура · d8 чорний ферзь · e8 чорний король · f8 чорний слон · g8 чорний кінь · h8 чорна тура · a7 чорний пішак · b7 чорний пішак · c7 чорний пішак · f7 чорний пішак · g7 чорний пішак · h7 чорний пішак · c6 чорний кінь · d6 чорний пішак · b5 білий слон · e5 чорний пішак · e4 білий пішак · g4 чорний слон · c3 білий пішак · f3 білий кінь · a2 білий пішак · b2 білий пішак · d2 білий пішак · f2 білий пішак · g2 білий пішак · h2 білий пішак · a1 біла тура · b1 білий кінь · c1 білий слон · d1 білий ферзь · e1 білий король · h1 біла тура | a8 чорна тура · d8 чорний ферзь · e8 чорний король · f8 чорний слон · g8 чорний кінь · h8 чорна тура · a7 чорний пішак · b7 чорний пішак · c7 чорний пішак · f7 чорний пішак · g7 чорний пішак · h7 чорний пішак · c6 чорний кінь · d6 чорний пішак · b5 білий слон · e5 чорний пішак · e4 білий пішак · g4 чорний слон · c3 білий пішак · f3 білий кінь · a2 білий пішак · b2 білий пішак · d2 білий пішак · f2 білий пішак · g2 білий пішак · h2 білий пішак · a1 біла тура · b1 білий кінь · c1 білий слон · d1 білий ферзь · e1 білий король · h1 біла тура | a8 чорна тура · d8 чорний ферзь · e8 чорний король · f8 чорний слон · g8 чорний кінь · h8 чорна тура · a7 чорний пішак · b7 чорний пішак · c7 чорний пішак · f7 чорний пішак · g7 чорний пішак · h7 чорний пішак · c6 чорний кінь · d6 чорний пішак · b5 білий слон · e5 чорний пішак · e4 білий пішак · g4 чорний слон · c3 білий пішак · f3 білий кінь · a2 білий пішак · b2 білий пішак · d2 білий пішак · f2 білий пішак · g2 білий пішак · h2 білий пішак · a1 біла тура · b1 білий кінь · c1 білий слон · d1 білий ферзь · e1 білий король · h1 біла тура | a8 чорна тура · d8 чорний ферзь · e8 чорний король · f8 чорний слон · g8 чорний кінь · h8 чорна тура · a7 чорний пішак · b7 чорний пішак · c7 чорний пішак · f7 чорний пішак · g7 чорний пішак · h7 чорний пішак · c6 чорний кінь · d6 чорний пішак · b5 білий слон · e5 чорний пішак · e4 білий пішак · g4 чорний слон · c3 білий пішак · f3 білий кінь · a2 білий пішак · b2 білий пішак · d2 білий пішак · f2 білий пішак · g2 білий пішак · h2 білий пішак · a1 біла тура · b1 білий кінь · c1 білий слон · d1 білий ферзь · e1 білий король · h1 біла тура | a8 чорна тура · d8 чорний ферзь · e8 чорний король · f8 чорний слон · g8 чорний кінь · h8 чорна тура · a7 чорний пішак · b7 чорний пішак · c7 чорний пішак · f7 чорний пішак · g7 чорний пішак · h7 чорний пішак · c6 чорний кінь · d6 чорний пішак · b5 білий слон · e5 чорний пішак · e4 білий пішак · g4 чорний слон · c3 білий пішак · f3 білий кінь · a2 білий пішак · b2 білий пішак · d2 білий пішак · f2 білий пішак · g2 білий пішак · h2 білий пішак · a1 біла тура · b1 білий кінь · c1 білий слон · d1 білий ферзь · e1 білий король · h1 біла тура | a8 чорна тура · d8 чорний ферзь · e8 чорний король · f8 чорний слон · g8 чорний кінь · h8 чорна тура · a7 чорний пішак · b7 чорний пішак · c7 чорний пішак · f7 чорний пішак · g7 чорний пішак · h7 чорний пішак · c6 чорний кінь · d6 чорний пішак · b5 білий слон · e5 чорний пішак · e4 білий пішак · g4 чорний слон · c3 білий пішак · f3 білий кінь · a2 білий пішак · b2 білий пішак · d2 білий пішак · f2 білий пішак · g2 білий пішак · h2 білий пішак · a1 біла тура · b1 білий кінь · c1 білий слон · d1 білий ферзь · e1 білий король · h1 біла тура | a8 чорна тура · d8 чорний ферзь · e8 чорний король · f8 чорний слон · g8 чорний кінь · h8 чорна тура · a7 чорний пішак · b7 чорний пішак · c7 чорний пішак · f7 чорний пішак · g7 чорний пішак · h7 чорний пішак · c6 чорний кінь · d6 чорний пішак · b5 білий слон · e5 чорний пішак · e4 білий пішак · g4 чорний слон · c3 білий пішак · f3 білий кінь · a2 білий пішак · b2 білий пішак · d2 білий пішак · f2 білий пішак · g2 білий пішак · h2 білий пішак · a1 біла тура · b1 білий кінь · c1 білий слон · d1 білий ферзь · e1 білий король · h1 біла тура | a8 чорна тура · d8 чорний ферзь · e8 чорний король · f8 чорний слон · g8 чорний кінь · h8 чорна тура · a7 чорний пішак · b7 чорний пішак · c7 чорний пішак · f7 чорний пішак · g7 чорний пішак · h7 чорний пішак · c6 чорний кінь · d6 чорний пішак · b5 білий слон · e5 чорний пішак · e4 білий пішак · g4 чорний слон · c3 білий пішак · f3 білий кінь · a2 білий пішак · b2 білий пішак · d2 білий пішак · f2 білий пішак · g2 білий пішак · h2 білий пішак · a1 біла тура · b1 білий кінь · c1 білий слон · d1 білий ферзь · e1 білий король · h1 біла тура | 5 |
| 4 | a8 чорна тура · d8 чорний ферзь · e8 чорний король · f8 чорний слон · g8 чорний кінь · h8 чорна тура · a7 чорний пішак · b7 чорний пішак · c7 чорний пішак · f7 чорний пішак · g7 чорний пішак · h7 чорний пішак · c6 чорний кінь · d6 чорний пішак · b5 білий слон · e5 чорний пішак · e4 білий пішак · g4 чорний слон · c3 білий пішак · f3 білий кінь · a2 білий пішак · b2 білий пішак · d2 білий пішак · f2 білий пішак · g2 білий пішак · h2 білий пішак · a1 біла тура · b1 білий кінь · c1 білий слон · d1 білий ферзь · e1 білий король · h1 біла тура | a8 чорна тура · d8 чорний ферзь · e8 чорний король · f8 чорний слон · g8 чорний кінь · h8 чорна тура · a7 чорний пішак · b7 чорний пішак · c7 чорний пішак · f7 чорний пішак · g7 чорний пішак · h7 чорний пішак · c6 чорний кінь · d6 чорний пішак · b5 білий слон · e5 чорний пішак · e4 білий пішак · g4 чорний слон · c3 білий пішак · f3 білий кінь · a2 білий пішак · b2 білий пішак · d2 білий пішак · f2 білий пішак · g2 білий пішак · h2 білий пішак · a1 біла тура · b1 білий кінь · c1 білий слон · d1 білий ферзь · e1 білий король · h1 біла тура | a8 чорна тура · d8 чорний ферзь · e8 чорний король · f8 чорний слон · g8 чорний кінь · h8 чорна тура · a7 чорний пішак · b7 чорний пішак · c7 чорний пішак · f7 чорний пішак · g7 чорний пішак · h7 чорний пішак · c6 чорний кінь · d6 чорний пішак · b5 білий слон · e5 чорний пішак · e4 білий пішак · g4 чорний слон · c3 білий пішак · f3 білий кінь · a2 білий пішак · b2 білий пішак · d2 білий пішак · f2 білий пішак · g2 білий пішак · h2 білий пішак · a1 біла тура · b1 білий кінь · c1 білий слон · d1 білий ферзь · e1 білий король · h1 біла тура | a8 чорна тура · d8 чорний ферзь · e8 чорний король · f8 чорний слон · g8 чорний кінь · h8 чорна тура · a7 чорний пішак · b7 чорний пішак · c7 чорний пішак · f7 чорний пішак · g7 чорний пішак · h7 чорний пішак · c6 чорний кінь · d6 чорний пішак · b5 білий слон · e5 чорний пішак · e4 білий пішак · g4 чорний слон · c3 білий пішак · f3 білий кінь · a2 білий пішак · b2 білий пішак · d2 білий пішак · f2 білий пішак · g2 білий пішак · h2 білий пішак · a1 біла тура · b1 білий кінь · c1 білий слон · d1 білий ферзь · e1 білий король · h1 біла тура | a8 чорна тура · d8 чорний ферзь · e8 чорний король · f8 чорний слон · g8 чорний кінь · h8 чорна тура · a7 чорний пішак · b7 чорний пішак · c7 чорний пішак · f7 чорний пішак · g7 чорний пішак · h7 чорний пішак · c6 чорний кінь · d6 чорний пішак · b5 білий слон · e5 чорний пішак · e4 білий пішак · g4 чорний слон · c3 білий пішак · f3 білий кінь · a2 білий пішак · b2 білий пішак · d2 білий пішак · f2 білий пішак · g2 білий пішак · h2 білий пішак · a1 біла тура · b1 білий кінь · c1 білий слон · d1 білий ферзь · e1 білий король · h1 біла тура | a8 чорна тура · d8 чорний ферзь · e8 чорний король · f8 чорний слон · g8 чорний кінь · h8 чорна тура · a7 чорний пішак · b7 чорний пішак · c7 чорний пішак · f7 чорний пішак · g7 чорний пішак · h7 чорний пішак · c6 чорний кінь · d6 чорний пішак · b5 білий слон · e5 чорний пішак · e4 білий пішак · g4 чорний слон · c3 білий пішак · f3 білий кінь · a2 білий пішак · b2 білий пішак · d2 білий пішак · f2 білий пішак · g2 білий пішак · h2 білий пішак · a1 біла тура · b1 білий кінь · c1 білий слон · d1 білий ферзь · e1 білий король · h1 біла тура | a8 чорна тура · d8 чорний ферзь · e8 чорний король · f8 чорний слон · g8 чорний кінь · h8 чорна тура · a7 чорний пішак · b7 чорний пішак · c7 чорний пішак · f7 чорний пішак · g7 чорний пішак · h7 чорний пішак · c6 чорний кінь · d6 чорний пішак · b5 білий слон · e5 чорний пішак · e4 білий пішак · g4 чорний слон · c3 білий пішак · f3 білий кінь · a2 білий пішак · b2 білий пішак · d2 білий пішак · f2 білий пішак · g2 білий пішак · h2 білий пішак · a1 біла тура · b1 білий кінь · c1 білий слон · d1 білий ферзь · e1 білий король · h1 біла тура | a8 чорна тура · d8 чорний ферзь · e8 чорний король · f8 чорний слон · g8 чорний кінь · h8 чорна тура · a7 чорний пішак · b7 чорний пішак · c7 чорний пішак · f7 чорний пішак · g7 чорний пішак · h7 чорний пішак · c6 чорний кінь · d6 чорний пішак · b5 білий слон · e5 чорний пішак · e4 білий пішак · g4 чорний слон · c3 білий пішак · f3 білий кінь · a2 білий пішак · b2 білий пішак · d2 білий пішак · f2 білий пішак · g2 білий пішак · h2 білий пішак · a1 біла тура · b1 білий кінь · c1 білий слон · d1 білий ферзь · e1 білий король · h1 біла тура | 4 |
| 3 | a8 чорна тура · d8 чорний ферзь · e8 чорний король · f8 чорний слон · g8 чорний кінь · h8 чорна тура · a7 чорний пішак · b7 чорний пішак · c7 чорний пішак · f7 чорний пішак · g7 чорний пішак · h7 чорний пішак · c6 чорний кінь · d6 чорний пішак · b5 білий слон · e5 чорний пішак · e4 білий пішак · g4 чорний слон · c3 білий пішак · f3 білий кінь · a2 білий пішак · b2 білий пішак · d2 білий пішак · f2 білий пішак · g2 білий пішак · h2 білий пішак · a1 біла тура · b1 білий кінь · c1 білий слон · d1 білий ферзь · e1 білий король · h1 біла тура | a8 чорна тура · d8 чорний ферзь · e8 чорний король · f8 чорний слон · g8 чорний кінь · h8 чорна тура · a7 чорний пішак · b7 чорний пішак · c7 чорний пішак · f7 чорний пішак · g7 чорний пішак · h7 чорний пішак · c6 чорний кінь · d6 чорний пішак · b5 білий слон · e5 чорний пішак · e4 білий пішак · g4 чорний слон · c3 білий пішак · f3 білий кінь · a2 білий пішак · b2 білий пішак · d2 білий пішак · f2 білий пішак · g2 білий пішак · h2 білий пішак · a1 біла тура · b1 білий кінь · c1 білий слон · d1 білий ферзь · e1 білий король · h1 біла тура | a8 чорна тура · d8 чорний ферзь · e8 чорний король · f8 чорний слон · g8 чорний кінь · h8 чорна тура · a7 чорний пішак · b7 чорний пішак · c7 чорний пішак · f7 чорний пішак · g7 чорний пішак · h7 чорний пішак · c6 чорний кінь · d6 чорний пішак · b5 білий слон · e5 чорний пішак · e4 білий пішак · g4 чорний слон · c3 білий пішак · f3 білий кінь · a2 білий пішак · b2 білий пішак · d2 білий пішак · f2 білий пішак · g2 білий пішак · h2 білий пішак · a1 біла тура · b1 білий кінь · c1 білий слон · d1 білий ферзь · e1 білий король · h1 біла тура | a8 чорна тура · d8 чорний ферзь · e8 чорний король · f8 чорний слон · g8 чорний кінь · h8 чорна тура · a7 чорний пішак · b7 чорний пішак · c7 чорний пішак · f7 чорний пішак · g7 чорний пішак · h7 чорний пішак · c6 чорний кінь · d6 чорний пішак · b5 білий слон · e5 чорний пішак · e4 білий пішак · g4 чорний слон · c3 білий пішак · f3 білий кінь · a2 білий пішак · b2 білий пішак · d2 білий пішак · f2 білий пішак · g2 білий пішак · h2 білий пішак · a1 біла тура · b1 білий кінь · c1 білий слон · d1 білий ферзь · e1 білий король · h1 біла тура | a8 чорна тура · d8 чорний ферзь · e8 чорний король · f8 чорний слон · g8 чорний кінь · h8 чорна тура · a7 чорний пішак · b7 чорний пішак · c7 чорний пішак · f7 чорний пішак · g7 чорний пішак · h7 чорний пішак · c6 чорний кінь · d6 чорний пішак · b5 білий слон · e5 чорний пішак · e4 білий пішак · g4 чорний слон · c3 білий пішак · f3 білий кінь · a2 білий пішак · b2 білий пішак · d2 білий пішак · f2 білий пішак · g2 білий пішак · h2 білий пішак · a1 біла тура · b1 білий кінь · c1 білий слон · d1 білий ферзь · e1 білий король · h1 біла тура | a8 чорна тура · d8 чорний ферзь · e8 чорний король · f8 чорний слон · g8 чорний кінь · h8 чорна тура · a7 чорний пішак · b7 чорний пішак · c7 чорний пішак · f7 чорний пішак · g7 чорний пішак · h7 чорний пішак · c6 чорний кінь · d6 чорний пішак · b5 білий слон · e5 чорний пішак · e4 білий пішак · g4 чорний слон · c3 білий пішак · f3 білий кінь · a2 білий пішак · b2 білий пішак · d2 білий пішак · f2 білий пішак · g2 білий пішак · h2 білий пішак · a1 біла тура · b1 білий кінь · c1 білий слон · d1 білий ферзь · e1 білий король · h1 біла тура | a8 чорна тура · d8 чорний ферзь · e8 чорний король · f8 чорний слон · g8 чорний кінь · h8 чорна тура · a7 чорний пішак · b7 чорний пішак · c7 чорний пішак · f7 чорний пішак · g7 чорний пішак · h7 чорний пішак · c6 чорний кінь · d6 чорний пішак · b5 білий слон · e5 чорний пішак · e4 білий пішак · g4 чорний слон · c3 білий пішак · f3 білий кінь · a2 білий пішак · b2 білий пішак · d2 білий пішак · f2 білий пішак · g2 білий пішак · h2 білий пішак · a1 біла тура · b1 білий кінь · c1 білий слон · d1 білий ферзь · e1 білий король · h1 біла тура | a8 чорна тура · d8 чорний ферзь · e8 чорний король · f8 чорний слон · g8 чорний кінь · h8 чорна тура · a7 чорний пішак · b7 чорний пішак · c7 чорний пішак · f7 чорний пішак · g7 чорний пішак · h7 чорний пішак · c6 чорний кінь · d6 чорний пішак · b5 білий слон · e5 чорний пішак · e4 білий пішак · g4 чорний слон · c3 білий пішак · f3 білий кінь · a2 білий пішак · b2 білий пішак · d2 білий пішак · f2 білий пішак · g2 білий пішак · h2 білий пішак · a1 біла тура · b1 білий кінь · c1 білий слон · d1 білий ферзь · e1 білий король · h1 біла тура | 3 |
| 2 | a8 чорна тура · d8 чорний ферзь · e8 чорний король · f8 чорний слон · g8 чорний кінь · h8 чорна тура · a7 чорний пішак · b7 чорний пішак · c7 чорний пішак · f7 чорний пішак · g7 чорний пішак · h7 чорний пішак · c6 чорний кінь · d6 чорний пішак · b5 білий слон · e5 чорний пішак · e4 білий пішак · g4 чорний слон · c3 білий пішак · f3 білий кінь · a2 білий пішак · b2 білий пішак · d2 білий пішак · f2 білий пішак · g2 білий пішак · h2 білий пішак · a1 біла тура · b1 білий кінь · c1 білий слон · d1 білий ферзь · e1 білий король · h1 біла тура | a8 чорна тура · d8 чорний ферзь · e8 чорний король · f8 чорний слон · g8 чорний кінь · h8 чорна тура · a7 чорний пішак · b7 чорний пішак · c7 чорний пішак · f7 чорний пішак · g7 чорний пішак · h7 чорний пішак · c6 чорний кінь · d6 чорний пішак · b5 білий слон · e5 чорний пішак · e4 білий пішак · g4 чорний слон · c3 білий пішак · f3 білий кінь · a2 білий пішак · b2 білий пішак · d2 білий пішак · f2 білий пішак · g2 білий пішак · h2 білий пішак · a1 біла тура · b1 білий кінь · c1 білий слон · d1 білий ферзь · e1 білий король · h1 біла тура | a8 чорна тура · d8 чорний ферзь · e8 чорний король · f8 чорний слон · g8 чорний кінь · h8 чорна тура · a7 чорний пішак · b7 чорний пішак · c7 чорний пішак · f7 чорний пішак · g7 чорний пішак · h7 чорний пішак · c6 чорний кінь · d6 чорний пішак · b5 білий слон · e5 чорний пішак · e4 білий пішак · g4 чорний слон · c3 білий пішак · f3 білий кінь · a2 білий пішак · b2 білий пішак · d2 білий пішак · f2 білий пішак · g2 білий пішак · h2 білий пішак · a1 біла тура · b1 білий кінь · c1 білий слон · d1 білий ферзь · e1 білий король · h1 біла тура | a8 чорна тура · d8 чорний ферзь · e8 чорний король · f8 чорний слон · g8 чорний кінь · h8 чорна тура · a7 чорний пішак · b7 чорний пішак · c7 чорний пішак · f7 чорний пішак · g7 чорний пішак · h7 чорний пішак · c6 чорний кінь · d6 чорний пішак · b5 білий слон · e5 чорний пішак · e4 білий пішак · g4 чорний слон · c3 білий пішак · f3 білий кінь · a2 білий пішак · b2 білий пішак · d2 білий пішак · f2 білий пішак · g2 білий пішак · h2 білий пішак · a1 біла тура · b1 білий кінь · c1 білий слон · d1 білий ферзь · e1 білий король · h1 біла тура | a8 чорна тура · d8 чорний ферзь · e8 чорний король · f8 чорний слон · g8 чорний кінь · h8 чорна тура · a7 чорний пішак · b7 чорний пішак · c7 чорний пішак · f7 чорний пішак · g7 чорний пішак · h7 чорний пішак · c6 чорний кінь · d6 чорний пішак · b5 білий слон · e5 чорний пішак · e4 білий пішак · g4 чорний слон · c3 білий пішак · f3 білий кінь · a2 білий пішак · b2 білий пішак · d2 білий пішак · f2 білий пішак · g2 білий пішак · h2 білий пішак · a1 біла тура · b1 білий кінь · c1 білий слон · d1 білий ферзь · e1 білий король · h1 біла тура | a8 чорна тура · d8 чорний ферзь · e8 чорний король · f8 чорний слон · g8 чорний кінь · h8 чорна тура · a7 чорний пішак · b7 чорний пішак · c7 чорний пішак · f7 чорний пішак · g7 чорний пішак · h7 чорний пішак · c6 чорний кінь · d6 чорний пішак · b5 білий слон · e5 чорний пішак · e4 білий пішак · g4 чорний слон · c3 білий пішак · f3 білий кінь · a2 білий пішак · b2 білий пішак · d2 білий пішак · f2 білий пішак · g2 білий пішак · h2 білий пішак · a1 біла тура · b1 білий кінь · c1 білий слон · d1 білий ферзь · e1 білий король · h1 біла тура | a8 чорна тура · d8 чорний ферзь · e8 чорний король · f8 чорний слон · g8 чорний кінь · h8 чорна тура · a7 чорний пішак · b7 чорний пішак · c7 чорний пішак · f7 чорний пішак · g7 чорний пішак · h7 чорний пішак · c6 чорний кінь · d6 чорний пішак · b5 білий слон · e5 чорний пішак · e4 білий пішак · g4 чорний слон · c3 білий пішак · f3 білий кінь · a2 білий пішак · b2 білий пішак · d2 білий пішак · f2 білий пішак · g2 білий пішак · h2 білий пішак · a1 біла тура · b1 білий кінь · c1 білий слон · d1 білий ферзь · e1 білий король · h1 біла тура | a8 чорна тура · d8 чорний ферзь · e8 чорний король · f8 чорний слон · g8 чорний кінь · h8 чорна тура · a7 чорний пішак · b7 чорний пішак · c7 чорний пішак · f7 чорний пішак · g7 чорний пішак · h7 чорний пішак · c6 чорний кінь · d6 чорний пішак · b5 білий слон · e5 чорний пішак · e4 білий пішак · g4 чорний слон · c3 білий пішак · f3 білий кінь · a2 білий пішак · b2 білий пішак · d2 білий пішак · f2 білий пішак · g2 білий пішак · h2 білий пішак · a1 біла тура · b1 білий кінь · c1 білий слон · d1 білий ферзь · e1 білий король · h1 біла тура | 2 |
| 1 | a8 чорна тура · d8 чорний ферзь · e8 чорний король · f8 чорний слон · g8 чорний кінь · h8 чорна тура · a7 чорний пішак · b7 чорний пішак · c7 чорний пішак · f7 чорний пішак · g7 чорний пішак · h7 чорний пішак · c6 чорний кінь · d6 чорний пішак · b5 білий слон · e5 чорний пішак · e4 білий пішак · g4 чорний слон · c3 білий пішак · f3 білий кінь · a2 білий пішак · b2 білий пішак · d2 білий пішак · f2 білий пішак · g2 білий пішак · h2 білий пішак · a1 біла тура · b1 білий кінь · c1 білий слон · d1 білий ферзь · e1 білий король · h1 біла тура | a8 чорна тура · d8 чорний ферзь · e8 чорний король · f8 чорний слон · g8 чорний кінь · h8 чорна тура · a7 чорний пішак · b7 чорний пішак · c7 чорний пішак · f7 чорний пішак · g7 чорний пішак · h7 чорний пішак · c6 чорний кінь · d6 чорний пішак · b5 білий слон · e5 чорний пішак · e4 білий пішак · g4 чорний слон · c3 білий пішак · f3 білий кінь · a2 білий пішак · b2 білий пішак · d2 білий пішак · f2 білий пішак · g2 білий пішак · h2 білий пішак · a1 біла тура · b1 білий кінь · c1 білий слон · d1 білий ферзь · e1 білий король · h1 біла тура | a8 чорна тура · d8 чорний ферзь · e8 чорний король · f8 чорний слон · g8 чорний кінь · h8 чорна тура · a7 чорний пішак · b7 чорний пішак · c7 чорний пішак · f7 чорний пішак · g7 чорний пішак · h7 чорний пішак · c6 чорний кінь · d6 чорний пішак · b5 білий слон · e5 чорний пішак · e4 білий пішак · g4 чорний слон · c3 білий пішак · f3 білий кінь · a2 білий пішак · b2 білий пішак · d2 білий пішак · f2 білий пішак · g2 білий пішак · h2 білий пішак · a1 біла тура · b1 білий кінь · c1 білий слон · d1 білий ферзь · e1 білий король · h1 біла тура | a8 чорна тура · d8 чорний ферзь · e8 чорний король · f8 чорний слон · g8 чорний кінь · h8 чорна тура · a7 чорний пішак · b7 чорний пішак · c7 чорний пішак · f7 чорний пішак · g7 чорний пішак · h7 чорний пішак · c6 чорний кінь · d6 чорний пішак · b5 білий слон · e5 чорний пішак · e4 білий пішак · g4 чорний слон · c3 білий пішак · f3 білий кінь · a2 білий пішак · b2 білий пішак · d2 білий пішак · f2 білий пішак · g2 білий пішак · h2 білий пішак · a1 біла тура · b1 білий кінь · c1 білий слон · d1 білий ферзь · e1 білий король · h1 біла тура | a8 чорна тура · d8 чорний ферзь · e8 чорний король · f8 чорний слон · g8 чорний кінь · h8 чорна тура · a7 чорний пішак · b7 чорний пішак · c7 чорний пішак · f7 чорний пішак · g7 чорний пішак · h7 чорний пішак · c6 чорний кінь · d6 чорний пішак · b5 білий слон · e5 чорний пішак · e4 білий пішак · g4 чорний слон · c3 білий пішак · f3 білий кінь · a2 білий пішак · b2 білий пішак · d2 білий пішак · f2 білий пішак · g2 білий пішак · h2 білий пішак · a1 біла тура · b1 білий кінь · c1 білий слон · d1 білий ферзь · e1 білий король · h1 біла тура | a8 чорна тура · d8 чорний ферзь · e8 чорний король · f8 чорний слон · g8 чорний кінь · h8 чорна тура · a7 чорний пішак · b7 чорний пішак · c7 чорний пішак · f7 чорний пішак · g7 чорний пішак · h7 чорний пішак · c6 чорний кінь · d6 чорний пішак · b5 білий слон · e5 чорний пішак · e4 білий пішак · g4 чорний слон · c3 білий пішак · f3 білий кінь · a2 білий пішак · b2 білий пішак · d2 білий пішак · f2 білий пішак · g2 білий пішак · h2 білий пішак · a1 біла тура · b1 білий кінь · c1 білий слон · d1 білий ферзь · e1 білий король · h1 біла тура | a8 чорна тура · d8 чорний ферзь · e8 чорний король · f8 чорний слон · g8 чорний кінь · h8 чорна тура · a7 чорний пішак · b7 чорний пішак · c7 чорний пішак · f7 чорний пішак · g7 чорний пішак · h7 чорний пішак · c6 чорний кінь · d6 чорний пішак · b5 білий слон · e5 чорний пішак · e4 білий пішак · g4 чорний слон · c3 білий пішак · f3 білий кінь · a2 білий пішак · b2 білий пішак · d2 білий пішак · f2 білий пішак · g2 білий пішак · h2 білий пішак · a1 біла тура · b1 білий кінь · c1 білий слон · d1 білий ферзь · e1 білий король · h1 біла тура | a8 чорна тура · d8 чорний ферзь · e8 чорний король · f8 чорний слон · g8 чорний кінь · h8 чорна тура · a7 чорний пішак · b7 чорний пішак · c7 чорний пішак · f7 чорний пішак · g7 чорний пішак · h7 чорний пішак · c6 чорний кінь · d6 чорний пішак · b5 білий слон · e5 чорний пішак · e4 білий пішак · g4 чорний слон · c3 білий пішак · f3 білий кінь · a2 білий пішак · b2 білий пішак · d2 білий пішак · f2 білий пішак · g2 білий пішак · h2 білий пішак · a1 біла тура · b1 білий кінь · c1 білий слон · d1 білий ферзь · e1 білий король · h1 біла тура | 1 |
|   | a | b | c | d | e | f | g | h |   |

В цій позиції чорні не можуть ходити конем с6, оскільки він знаходиться на одній діагоналі між чорним королем та білим слоном b5. Це абсолютне зв'язування. Білим же невигідно ходити конем f3, тому що це веде до втрати ферзя білих, але це неповне зв'язування.
|   | a | b | c | d | e | f | g | h |   |
| 8 | a8 чорна тура · c8 чорний слон · d8 чорний ферзь · e8 чорний король · f8 чорний слон · h8 чорна тура · a7 чорний пішак · b7 чорний пішак · d7 чорний кінь · e7 чорний пішак · f7 чорний пішак · g7 чорний пішак · h7 чорний пішак · c6 чорний пішак · d6 білий кінь · f6 чорний кінь · d4 білий пішак · a2 білий пішак · b2 білий пішак · c2 білий пішак · e2 білий ферзь · f2 білий пішак · g2 білий пішак · h2 білий пішак · a1 біла тура · c1 білий слон · e1 білий король · f1 білий слон · g1 білий кінь · h1 біла тура | a8 чорна тура · c8 чорний слон · d8 чорний ферзь · e8 чорний король · f8 чорний слон · h8 чорна тура · a7 чорний пішак · b7 чорний пішак · d7 чорний кінь · e7 чорний пішак · f7 чорний пішак · g7 чорний пішак · h7 чорний пішак · c6 чорний пішак · d6 білий кінь · f6 чорний кінь · d4 білий пішак · a2 білий пішак · b2 білий пішак · c2 білий пішак · e2 білий ферзь · f2 білий пішак · g2 білий пішак · h2 білий пішак · a1 біла тура · c1 білий слон · e1 білий король · f1 білий слон · g1 білий кінь · h1 біла тура | a8 чорна тура · c8 чорний слон · d8 чорний ферзь · e8 чорний король · f8 чорний слон · h8 чорна тура · a7 чорний пішак · b7 чорний пішак · d7 чорний кінь · e7 чорний пішак · f7 чорний пішак · g7 чорний пішак · h7 чорний пішак · c6 чорний пішак · d6 білий кінь · f6 чорний кінь · d4 білий пішак · a2 білий пішак · b2 білий пішак · c2 білий пішак · e2 білий ферзь · f2 білий пішак · g2 білий пішак · h2 білий пішак · a1 біла тура · c1 білий слон · e1 білий король · f1 білий слон · g1 білий кінь · h1 біла тура | a8 чорна тура · c8 чорний слон · d8 чорний ферзь · e8 чорний король · f8 чорний слон · h8 чорна тура · a7 чорний пішак · b7 чорний пішак · d7 чорний кінь · e7 чорний пішак · f7 чорний пішак · g7 чорний пішак · h7 чорний пішак · c6 чорний пішак · d6 білий кінь · f6 чорний кінь · d4 білий пішак · a2 білий пішак · b2 білий пішак · c2 білий пішак · e2 білий ферзь · f2 білий пішак · g2 білий пішак · h2 білий пішак · a1 біла тура · c1 білий слон · e1 білий король · f1 білий слон · g1 білий кінь · h1 біла тура | a8 чорна тура · c8 чорний слон · d8 чорний ферзь · e8 чорний король · f8 чорний слон · h8 чорна тура · a7 чорний пішак · b7 чорний пішак · d7 чорний кінь · e7 чорний пішак · f7 чорний пішак · g7 чорний пішак · h7 чорний пішак · c6 чорний пішак · d6 білий кінь · f6 чорний кінь · d4 білий пішак · a2 білий пішак · b2 білий пішак · c2 білий пішак · e2 білий ферзь · f2 білий пішак · g2 білий пішак · h2 білий пішак · a1 біла тура · c1 білий слон · e1 білий король · f1 білий слон · g1 білий кінь · h1 біла тура | a8 чорна тура · c8 чорний слон · d8 чорний ферзь · e8 чорний король · f8 чорний слон · h8 чорна тура · a7 чорний пішак · b7 чорний пішак · d7 чорний кінь · e7 чорний пішак · f7 чорний пішак · g7 чорний пішак · h7 чорний пішак · c6 чорний пішак · d6 білий кінь · f6 чорний кінь · d4 білий пішак · a2 білий пішак · b2 білий пішак · c2 білий пішак · e2 білий ферзь · f2 білий пішак · g2 білий пішак · h2 білий пішак · a1 біла тура · c1 білий слон · e1 білий король · f1 білий слон · g1 білий кінь · h1 біла тура | a8 чорна тура · c8 чорний слон · d8 чорний ферзь · e8 чорний король · f8 чорний слон · h8 чорна тура · a7 чорний пішак · b7 чорний пішак · d7 чорний кінь · e7 чорний пішак · f7 чорний пішак · g7 чорний пішак · h7 чорний пішак · c6 чорний пішак · d6 білий кінь · f6 чорний кінь · d4 білий пішак · a2 білий пішак · b2 білий пішак · c2 білий пішак · e2 білий ферзь · f2 білий пішак · g2 білий пішак · h2 білий пішак · a1 біла тура · c1 білий слон · e1 білий король · f1 білий слон · g1 білий кінь · h1 біла тура | a8 чорна тура · c8 чорний слон · d8 чорний ферзь · e8 чорний король · f8 чорний слон · h8 чорна тура · a7 чорний пішак · b7 чорний пішак · d7 чорний кінь · e7 чорний пішак · f7 чорний пішак · g7 чорний пішак · h7 чорний пішак · c6 чорний пішак · d6 білий кінь · f6 чорний кінь · d4 білий пішак · a2 білий пішак · b2 білий пішак · c2 білий пішак · e2 білий ферзь · f2 білий пішак · g2 білий пішак · h2 білий пішак · a1 біла тура · c1 білий слон · e1 білий король · f1 білий слон · g1 білий кінь · h1 біла тура | 8 |
| 7 | a8 чорна тура · c8 чорний слон · d8 чорний ферзь · e8 чорний король · f8 чорний слон · h8 чорна тура · a7 чорний пішак · b7 чорний пішак · d7 чорний кінь · e7 чорний пішак · f7 чорний пішак · g7 чорний пішак · h7 чорний пішак · c6 чорний пішак · d6 білий кінь · f6 чорний кінь · d4 білий пішак · a2 білий пішак · b2 білий пішак · c2 білий пішак · e2 білий ферзь · f2 білий пішак · g2 білий пішак · h2 білий пішак · a1 біла тура · c1 білий слон · e1 білий король · f1 білий слон · g1 білий кінь · h1 біла тура | a8 чорна тура · c8 чорний слон · d8 чорний ферзь · e8 чорний король · f8 чорний слон · h8 чорна тура · a7 чорний пішак · b7 чорний пішак · d7 чорний кінь · e7 чорний пішак · f7 чорний пішак · g7 чорний пішак · h7 чорний пішак · c6 чорний пішак · d6 білий кінь · f6 чорний кінь · d4 білий пішак · a2 білий пішак · b2 білий пішак · c2 білий пішак · e2 білий ферзь · f2 білий пішак · g2 білий пішак · h2 білий пішак · a1 біла тура · c1 білий слон · e1 білий король · f1 білий слон · g1 білий кінь · h1 біла тура | a8 чорна тура · c8 чорний слон · d8 чорний ферзь · e8 чорний король · f8 чорний слон · h8 чорна тура · a7 чорний пішак · b7 чорний пішак · d7 чорний кінь · e7 чорний пішак · f7 чорний пішак · g7 чорний пішак · h7 чорний пішак · c6 чорний пішак · d6 білий кінь · f6 чорний кінь · d4 білий пішак · a2 білий пішак · b2 білий пішак · c2 білий пішак · e2 білий ферзь · f2 білий пішак · g2 білий пішак · h2 білий пішак · a1 біла тура · c1 білий слон · e1 білий король · f1 білий слон · g1 білий кінь · h1 біла тура | a8 чорна тура · c8 чорний слон · d8 чорний ферзь · e8 чорний король · f8 чорний слон · h8 чорна тура · a7 чорний пішак · b7 чорний пішак · d7 чорний кінь · e7 чорний пішак · f7 чорний пішак · g7 чорний пішак · h7 чорний пішак · c6 чорний пішак · d6 білий кінь · f6 чорний кінь · d4 білий пішак · a2 білий пішак · b2 білий пішак · c2 білий пішак · e2 білий ферзь · f2 білий пішак · g2 білий пішак · h2 білий пішак · a1 біла тура · c1 білий слон · e1 білий король · f1 білий слон · g1 білий кінь · h1 біла тура | a8 чорна тура · c8 чорний слон · d8 чорний ферзь · e8 чорний король · f8 чорний слон · h8 чорна тура · a7 чорний пішак · b7 чорний пішак · d7 чорний кінь · e7 чорний пішак · f7 чорний пішак · g7 чорний пішак · h7 чорний пішак · c6 чорний пішак · d6 білий кінь · f6 чорний кінь · d4 білий пішак · a2 білий пішак · b2 білий пішак · c2 білий пішак · e2 білий ферзь · f2 білий пішак · g2 білий пішак · h2 білий пішак · a1 біла тура · c1 білий слон · e1 білий король · f1 білий слон · g1 білий кінь · h1 біла тура | a8 чорна тура · c8 чорний слон · d8 чорний ферзь · e8 чорний король · f8 чорний слон · h8 чорна тура · a7 чорний пішак · b7 чорний пішак · d7 чорний кінь · e7 чорний пішак · f7 чорний пішак · g7 чорний пішак · h7 чорний пішак · c6 чорний пішак · d6 білий кінь · f6 чорний кінь · d4 білий пішак · a2 білий пішак · b2 білий пішак · c2 білий пішак · e2 білий ферзь · f2 білий пішак · g2 білий пішак · h2 білий пішак · a1 біла тура · c1 білий слон · e1 білий король · f1 білий слон · g1 білий кінь · h1 біла тура | a8 чорна тура · c8 чорний слон · d8 чорний ферзь · e8 чорний король · f8 чорний слон · h8 чорна тура · a7 чорний пішак · b7 чорний пішак · d7 чорний кінь · e7 чорний пішак · f7 чорний пішак · g7 чорний пішак · h7 чорний пішак · c6 чорний пішак · d6 білий кінь · f6 чорний кінь · d4 білий пішак · a2 білий пішак · b2 білий пішак · c2 білий пішак · e2 білий ферзь · f2 білий пішак · g2 білий пішак · h2 білий пішак · a1 біла тура · c1 білий слон · e1 білий король · f1 білий слон · g1 білий кінь · h1 біла тура | a8 чорна тура · c8 чорний слон · d8 чорний ферзь · e8 чорний король · f8 чорний слон · h8 чорна тура · a7 чорний пішак · b7 чорний пішак · d7 чорний кінь · e7 чорний пішак · f7 чорний пішак · g7 чорний пішак · h7 чорний пішак · c6 чорний пішак · d6 білий кінь · f6 чорний кінь · d4 білий пішак · a2 білий пішак · b2 білий пішак · c2 білий пішак · e2 білий ферзь · f2 білий пішак · g2 білий пішак · h2 білий пішак · a1 біла тура · c1 білий слон · e1 білий король · f1 білий слон · g1 білий кінь · h1 біла тура | 7 |
| 6 | a8 чорна тура · c8 чорний слон · d8 чорний ферзь · e8 чорний король · f8 чорний слон · h8 чорна тура · a7 чорний пішак · b7 чорний пішак · d7 чорний кінь · e7 чорний пішак · f7 чорний пішак · g7 чорний пішак · h7 чорний пішак · c6 чорний пішак · d6 білий кінь · f6 чорний кінь · d4 білий пішак · a2 білий пішак · b2 білий пішак · c2 білий пішак · e2 білий ферзь · f2 білий пішак · g2 білий пішак · h2 білий пішак · a1 біла тура · c1 білий слон · e1 білий король · f1 білий слон · g1 білий кінь · h1 біла тура | a8 чорна тура · c8 чорний слон · d8 чорний ферзь · e8 чорний король · f8 чорний слон · h8 чорна тура · a7 чорний пішак · b7 чорний пішак · d7 чорний кінь · e7 чорний пішак · f7 чорний пішак · g7 чорний пішак · h7 чорний пішак · c6 чорний пішак · d6 білий кінь · f6 чорний кінь · d4 білий пішак · a2 білий пішак · b2 білий пішак · c2 білий пішак · e2 білий ферзь · f2 білий пішак · g2 білий пішак · h2 білий пішак · a1 біла тура · c1 білий слон · e1 білий король · f1 білий слон · g1 білий кінь · h1 біла тура | a8 чорна тура · c8 чорний слон · d8 чорний ферзь · e8 чорний король · f8 чорний слон · h8 чорна тура · a7 чорний пішак · b7 чорний пішак · d7 чорний кінь · e7 чорний пішак · f7 чорний пішак · g7 чорний пішак · h7 чорний пішак · c6 чорний пішак · d6 білий кінь · f6 чорний кінь · d4 білий пішак · a2 білий пішак · b2 білий пішак · c2 білий пішак · e2 білий ферзь · f2 білий пішак · g2 білий пішак · h2 білий пішак · a1 біла тура · c1 білий слон · e1 білий король · f1 білий слон · g1 білий кінь · h1 біла тура | a8 чорна тура · c8 чорний слон · d8 чорний ферзь · e8 чорний король · f8 чорний слон · h8 чорна тура · a7 чорний пішак · b7 чорний пішак · d7 чорний кінь · e7 чорний пішак · f7 чорний пішак · g7 чорний пішак · h7 чорний пішак · c6 чорний пішак · d6 білий кінь · f6 чорний кінь · d4 білий пішак · a2 білий пішак · b2 білий пішак · c2 білий пішак · e2 білий ферзь · f2 білий пішак · g2 білий пішак · h2 білий пішак · a1 біла тура · c1 білий слон · e1 білий король · f1 білий слон · g1 білий кінь · h1 біла тура | a8 чорна тура · c8 чорний слон · d8 чорний ферзь · e8 чорний король · f8 чорний слон · h8 чорна тура · a7 чорний пішак · b7 чорний пішак · d7 чорний кінь · e7 чорний пішак · f7 чорний пішак · g7 чорний пішак · h7 чорний пішак · c6 чорний пішак · d6 білий кінь · f6 чорний кінь · d4 білий пішак · a2 білий пішак · b2 білий пішак · c2 білий пішак · e2 білий ферзь · f2 білий пішак · g2 білий пішак · h2 білий пішак · a1 біла тура · c1 білий слон · e1 білий король · f1 білий слон · g1 білий кінь · h1 біла тура | a8 чорна тура · c8 чорний слон · d8 чорний ферзь · e8 чорний король · f8 чорний слон · h8 чорна тура · a7 чорний пішак · b7 чорний пішак · d7 чорний кінь · e7 чорний пішак · f7 чорний пішак · g7 чорний пішак · h7 чорний пішак · c6 чорний пішак · d6 білий кінь · f6 чорний кінь · d4 білий пішак · a2 білий пішак · b2 білий пішак · c2 білий пішак · e2 білий ферзь · f2 білий пішак · g2 білий пішак · h2 білий пішак · a1 біла тура · c1 білий слон · e1 білий король · f1 білий слон · g1 білий кінь · h1 біла тура | a8 чорна тура · c8 чорний слон · d8 чорний ферзь · e8 чорний король · f8 чорний слон · h8 чорна тура · a7 чорний пішак · b7 чорний пішак · d7 чорний кінь · e7 чорний пішак · f7 чорний пішак · g7 чорний пішак · h7 чорний пішак · c6 чорний пішак · d6 білий кінь · f6 чорний кінь · d4 білий пішак · a2 білий пішак · b2 білий пішак · c2 білий пішак · e2 білий ферзь · f2 білий пішак · g2 білий пішак · h2 білий пішак · a1 біла тура · c1 білий слон · e1 білий король · f1 білий слон · g1 білий кінь · h1 біла тура | a8 чорна тура · c8 чорний слон · d8 чорний ферзь · e8 чорний король · f8 чорний слон · h8 чорна тура · a7 чорний пішак · b7 чорний пішак · d7 чорний кінь · e7 чорний пішак · f7 чорний пішак · g7 чорний пішак · h7 чорний пішак · c6 чорний пішак · d6 білий кінь · f6 чорний кінь · d4 білий пішак · a2 білий пішак · b2 білий пішак · c2 білий пішак · e2 білий ферзь · f2 білий пішак · g2 білий пішак · h2 білий пішак · a1 біла тура · c1 білий слон · e1 білий король · f1 білий слон · g1 білий кінь · h1 біла тура | 6 |
| 5 | a8 чорна тура · c8 чорний слон · d8 чорний ферзь · e8 чорний король · f8 чорний слон · h8 чорна тура · a7 чорний пішак · b7 чорний пішак · d7 чорний кінь · e7 чорний пішак · f7 чорний пішак · g7 чорний пішак · h7 чорний пішак · c6 чорний пішак · d6 білий кінь · f6 чорний кінь · d4 білий пішак · a2 білий пішак · b2 білий пішак · c2 білий пішак · e2 білий ферзь · f2 білий пішак · g2 білий пішак · h2 білий пішак · a1 біла тура · c1 білий слон · e1 білий король · f1 білий слон · g1 білий кінь · h1 біла тура | a8 чорна тура · c8 чорний слон · d8 чорний ферзь · e8 чорний король · f8 чорний слон · h8 чорна тура · a7 чорний пішак · b7 чорний пішак · d7 чорний кінь · e7 чорний пішак · f7 чорний пішак · g7 чорний пішак · h7 чорний пішак · c6 чорний пішак · d6 білий кінь · f6 чорний кінь · d4 білий пішак · a2 білий пішак · b2 білий пішак · c2 білий пішак · e2 білий ферзь · f2 білий пішак · g2 білий пішак · h2 білий пішак · a1 біла тура · c1 білий слон · e1 білий король · f1 білий слон · g1 білий кінь · h1 біла тура | a8 чорна тура · c8 чорний слон · d8 чорний ферзь · e8 чорний король · f8 чорний слон · h8 чорна тура · a7 чорний пішак · b7 чорний пішак · d7 чорний кінь · e7 чорний пішак · f7 чорний пішак · g7 чорний пішак · h7 чорний пішак · c6 чорний пішак · d6 білий кінь · f6 чорний кінь · d4 білий пішак · a2 білий пішак · b2 білий пішак · c2 білий пішак · e2 білий ферзь · f2 білий пішак · g2 білий пішак · h2 білий пішак · a1 біла тура · c1 білий слон · e1 білий король · f1 білий слон · g1 білий кінь · h1 біла тура | a8 чорна тура · c8 чорний слон · d8 чорний ферзь · e8 чорний король · f8 чорний слон · h8 чорна тура · a7 чорний пішак · b7 чорний пішак · d7 чорний кінь · e7 чорний пішак · f7 чорний пішак · g7 чорний пішак · h7 чорний пішак · c6 чорний пішак · d6 білий кінь · f6 чорний кінь · d4 білий пішак · a2 білий пішак · b2 білий пішак · c2 білий пішак · e2 білий ферзь · f2 білий пішак · g2 білий пішак · h2 білий пішак · a1 біла тура · c1 білий слон · e1 білий король · f1 білий слон · g1 білий кінь · h1 біла тура | a8 чорна тура · c8 чорний слон · d8 чорний ферзь · e8 чорний король · f8 чорний слон · h8 чорна тура · a7 чорний пішак · b7 чорний пішак · d7 чорний кінь · e7 чорний пішак · f7 чорний пішак · g7 чорний пішак · h7 чорний пішак · c6 чорний пішак · d6 білий кінь · f6 чорний кінь · d4 білий пішак · a2 білий пішак · b2 білий пішак · c2 білий пішак · e2 білий ферзь · f2 білий пішак · g2 білий пішак · h2 білий пішак · a1 біла тура · c1 білий слон · e1 білий король · f1 білий слон · g1 білий кінь · h1 біла тура | a8 чорна тура · c8 чорний слон · d8 чорний ферзь · e8 чорний король · f8 чорний слон · h8 чорна тура · a7 чорний пішак · b7 чорний пішак · d7 чорний кінь · e7 чорний пішак · f7 чорний пішак · g7 чорний пішак · h7 чорний пішак · c6 чорний пішак · d6 білий кінь · f6 чорний кінь · d4 білий пішак · a2 білий пішак · b2 білий пішак · c2 білий пішак · e2 білий ферзь · f2 білий пішак · g2 білий пішак · h2 білий пішак · a1 біла тура · c1 білий слон · e1 білий король · f1 білий слон · g1 білий кінь · h1 біла тура | a8 чорна тура · c8 чорний слон · d8 чорний ферзь · e8 чорний король · f8 чорний слон · h8 чорна тура · a7 чорний пішак · b7 чорний пішак · d7 чорний кінь · e7 чорний пішак · f7 чорний пішак · g7 чорний пішак · h7 чорний пішак · c6 чорний пішак · d6 білий кінь · f6 чорний кінь · d4 білий пішак · a2 білий пішак · b2 білий пішак · c2 білий пішак · e2 білий ферзь · f2 білий пішак · g2 білий пішак · h2 білий пішак · a1 біла тура · c1 білий слон · e1 білий король · f1 білий слон · g1 білий кінь · h1 біла тура | a8 чорна тура · c8 чорний слон · d8 чорний ферзь · e8 чорний король · f8 чорний слон · h8 чорна тура · a7 чорний пішак · b7 чорний пішак · d7 чорний кінь · e7 чорний пішак · f7 чорний пішак · g7 чорний пішак · h7 чорний пішак · c6 чорний пішак · d6 білий кінь · f6 чорний кінь · d4 білий пішак · a2 білий пішак · b2 білий пішак · c2 білий пішак · e2 білий ферзь · f2 білий пішак · g2 білий пішак · h2 білий пішак · a1 біла тура · c1 білий слон · e1 білий король · f1 білий слон · g1 білий кінь · h1 біла тура | 5 |
| 4 | a8 чорна тура · c8 чорний слон · d8 чорний ферзь · e8 чорний король · f8 чорний слон · h8 чорна тура · a7 чорний пішак · b7 чорний пішак · d7 чорний кінь · e7 чорний пішак · f7 чорний пішак · g7 чорний пішак · h7 чорний пішак · c6 чорний пішак · d6 білий кінь · f6 чорний кінь · d4 білий пішак · a2 білий пішак · b2 білий пішак · c2 білий пішак · e2 білий ферзь · f2 білий пішак · g2 білий пішак · h2 білий пішак · a1 біла тура · c1 білий слон · e1 білий король · f1 білий слон · g1 білий кінь · h1 біла тура | a8 чорна тура · c8 чорний слон · d8 чорний ферзь · e8 чорний король · f8 чорний слон · h8 чорна тура · a7 чорний пішак · b7 чорний пішак · d7 чорний кінь · e7 чорний пішак · f7 чорний пішак · g7 чорний пішак · h7 чорний пішак · c6 чорний пішак · d6 білий кінь · f6 чорний кінь · d4 білий пішак · a2 білий пішак · b2 білий пішак · c2 білий пішак · e2 білий ферзь · f2 білий пішак · g2 білий пішак · h2 білий пішак · a1 біла тура · c1 білий слон · e1 білий король · f1 білий слон · g1 білий кінь · h1 біла тура | a8 чорна тура · c8 чорний слон · d8 чорний ферзь · e8 чорний король · f8 чорний слон · h8 чорна тура · a7 чорний пішак · b7 чорний пішак · d7 чорний кінь · e7 чорний пішак · f7 чорний пішак · g7 чорний пішак · h7 чорний пішак · c6 чорний пішак · d6 білий кінь · f6 чорний кінь · d4 білий пішак · a2 білий пішак · b2 білий пішак · c2 білий пішак · e2 білий ферзь · f2 білий пішак · g2 білий пішак · h2 білий пішак · a1 біла тура · c1 білий слон · e1 білий король · f1 білий слон · g1 білий кінь · h1 біла тура | a8 чорна тура · c8 чорний слон · d8 чорний ферзь · e8 чорний король · f8 чорний слон · h8 чорна тура · a7 чорний пішак · b7 чорний пішак · d7 чорний кінь · e7 чорний пішак · f7 чорний пішак · g7 чорний пішак · h7 чорний пішак · c6 чорний пішак · d6 білий кінь · f6 чорний кінь · d4 білий пішак · a2 білий пішак · b2 білий пішак · c2 білий пішак · e2 білий ферзь · f2 білий пішак · g2 білий пішак · h2 білий пішак · a1 біла тура · c1 білий слон · e1 білий король · f1 білий слон · g1 білий кінь · h1 біла тура | a8 чорна тура · c8 чорний слон · d8 чорний ферзь · e8 чорний король · f8 чорний слон · h8 чорна тура · a7 чорний пішак · b7 чорний пішак · d7 чорний кінь · e7 чорний пішак · f7 чорний пішак · g7 чорний пішак · h7 чорний пішак · c6 чорний пішак · d6 білий кінь · f6 чорний кінь · d4 білий пішак · a2 білий пішак · b2 білий пішак · c2 білий пішак · e2 білий ферзь · f2 білий пішак · g2 білий пішак · h2 білий пішак · a1 біла тура · c1 білий слон · e1 білий король · f1 білий слон · g1 білий кінь · h1 біла тура | a8 чорна тура · c8 чорний слон · d8 чорний ферзь · e8 чорний король · f8 чорний слон · h8 чорна тура · a7 чорний пішак · b7 чорний пішак · d7 чорний кінь · e7 чорний пішак · f7 чорний пішак · g7 чорний пішак · h7 чорний пішак · c6 чорний пішак · d6 білий кінь · f6 чорний кінь · d4 білий пішак · a2 білий пішак · b2 білий пішак · c2 білий пішак · e2 білий ферзь · f2 білий пішак · g2 білий пішак · h2 білий пішак · a1 біла тура · c1 білий слон · e1 білий король · f1 білий слон · g1 білий кінь · h1 біла тура | a8 чорна тура · c8 чорний слон · d8 чорний ферзь · e8 чорний король · f8 чорний слон · h8 чорна тура · a7 чорний пішак · b7 чорний пішак · d7 чорний кінь · e7 чорний пішак · f7 чорний пішак · g7 чорний пішак · h7 чорний пішак · c6 чорний пішак · d6 білий кінь · f6 чорний кінь · d4 білий пішак · a2 білий пішак · b2 білий пішак · c2 білий пішак · e2 білий ферзь · f2 білий пішак · g2 білий пішак · h2 білий пішак · a1 біла тура · c1 білий слон · e1 білий король · f1 білий слон · g1 білий кінь · h1 біла тура | a8 чорна тура · c8 чорний слон · d8 чорний ферзь · e8 чорний король · f8 чорний слон · h8 чорна тура · a7 чорний пішак · b7 чорний пішак · d7 чорний кінь · e7 чорний пішак · f7 чорний пішак · g7 чорний пішак · h7 чорний пішак · c6 чорний пішак · d6 білий кінь · f6 чорний кінь · d4 білий пішак · a2 білий пішак · b2 білий пішак · c2 білий пішак · e2 білий ферзь · f2 білий пішак · g2 білий пішак · h2 білий пішак · a1 біла тура · c1 білий слон · e1 білий король · f1 білий слон · g1 білий кінь · h1 біла тура | 4 |
| 3 | a8 чорна тура · c8 чорний слон · d8 чорний ферзь · e8 чорний король · f8 чорний слон · h8 чорна тура · a7 чорний пішак · b7 чорний пішак · d7 чорний кінь · e7 чорний пішак · f7 чорний пішак · g7 чорний пішак · h7 чорний пішак · c6 чорний пішак · d6 білий кінь · f6 чорний кінь · d4 білий пішак · a2 білий пішак · b2 білий пішак · c2 білий пішак · e2 білий ферзь · f2 білий пішак · g2 білий пішак · h2 білий пішак · a1 біла тура · c1 білий слон · e1 білий король · f1 білий слон · g1 білий кінь · h1 біла тура | a8 чорна тура · c8 чорний слон · d8 чорний ферзь · e8 чорний король · f8 чорний слон · h8 чорна тура · a7 чорний пішак · b7 чорний пішак · d7 чорний кінь · e7 чорний пішак · f7 чорний пішак · g7 чорний пішак · h7 чорний пішак · c6 чорний пішак · d6 білий кінь · f6 чорний кінь · d4 білий пішак · a2 білий пішак · b2 білий пішак · c2 білий пішак · e2 білий ферзь · f2 білий пішак · g2 білий пішак · h2 білий пішак · a1 біла тура · c1 білий слон · e1 білий король · f1 білий слон · g1 білий кінь · h1 біла тура | a8 чорна тура · c8 чорний слон · d8 чорний ферзь · e8 чорний король · f8 чорний слон · h8 чорна тура · a7 чорний пішак · b7 чорний пішак · d7 чорний кінь · e7 чорний пішак · f7 чорний пішак · g7 чорний пішак · h7 чорний пішак · c6 чорний пішак · d6 білий кінь · f6 чорний кінь · d4 білий пішак · a2 білий пішак · b2 білий пішак · c2 білий пішак · e2 білий ферзь · f2 білий пішак · g2 білий пішак · h2 білий пішак · a1 біла тура · c1 білий слон · e1 білий король · f1 білий слон · g1 білий кінь · h1 біла тура | a8 чорна тура · c8 чорний слон · d8 чорний ферзь · e8 чорний король · f8 чорний слон · h8 чорна тура · a7 чорний пішак · b7 чорний пішак · d7 чорний кінь · e7 чорний пішак · f7 чорний пішак · g7 чорний пішак · h7 чорний пішак · c6 чорний пішак · d6 білий кінь · f6 чорний кінь · d4 білий пішак · a2 білий пішак · b2 білий пішак · c2 білий пішак · e2 білий ферзь · f2 білий пішак · g2 білий пішак · h2 білий пішак · a1 біла тура · c1 білий слон · e1 білий король · f1 білий слон · g1 білий кінь · h1 біла тура | a8 чорна тура · c8 чорний слон · d8 чорний ферзь · e8 чорний король · f8 чорний слон · h8 чорна тура · a7 чорний пішак · b7 чорний пішак · d7 чорний кінь · e7 чорний пішак · f7 чорний пішак · g7 чорний пішак · h7 чорний пішак · c6 чорний пішак · d6 білий кінь · f6 чорний кінь · d4 білий пішак · a2 білий пішак · b2 білий пішак · c2 білий пішак · e2 білий ферзь · f2 білий пішак · g2 білий пішак · h2 білий пішак · a1 біла тура · c1 білий слон · e1 білий король · f1 білий слон · g1 білий кінь · h1 біла тура | a8 чорна тура · c8 чорний слон · d8 чорний ферзь · e8 чорний король · f8 чорний слон · h8 чорна тура · a7 чорний пішак · b7 чорний пішак · d7 чорний кінь · e7 чорний пішак · f7 чорний пішак · g7 чорний пішак · h7 чорний пішак · c6 чорний пішак · d6 білий кінь · f6 чорний кінь · d4 білий пішак · a2 білий пішак · b2 білий пішак · c2 білий пішак · e2 білий ферзь · f2 білий пішак · g2 білий пішак · h2 білий пішак · a1 біла тура · c1 білий слон · e1 білий король · f1 білий слон · g1 білий кінь · h1 біла тура | a8 чорна тура · c8 чорний слон · d8 чорний ферзь · e8 чорний король · f8 чорний слон · h8 чорна тура · a7 чорний пішак · b7 чорний пішак · d7 чорний кінь · e7 чорний пішак · f7 чорний пішак · g7 чорний пішак · h7 чорний пішак · c6 чорний пішак · d6 білий кінь · f6 чорний кінь · d4 білий пішак · a2 білий пішак · b2 білий пішак · c2 білий пішак · e2 білий ферзь · f2 білий пішак · g2 білий пішак · h2 білий пішак · a1 біла тура · c1 білий слон · e1 білий король · f1 білий слон · g1 білий кінь · h1 біла тура | a8 чорна тура · c8 чорний слон · d8 чорний ферзь · e8 чорний король · f8 чорний слон · h8 чорна тура · a7 чорний пішак · b7 чорний пішак · d7 чорний кінь · e7 чорний пішак · f7 чорний пішак · g7 чорний пішак · h7 чорний пішак · c6 чорний пішак · d6 білий кінь · f6 чорний кінь · d4 білий пішак · a2 білий пішак · b2 білий пішак · c2 білий пішак · e2 білий ферзь · f2 білий пішак · g2 білий пішак · h2 білий пішак · a1 біла тура · c1 білий слон · e1 білий король · f1 білий слон · g1 білий кінь · h1 біла тура | 3 |
| 2 | a8 чорна тура · c8 чорний слон · d8 чорний ферзь · e8 чорний король · f8 чорний слон · h8 чорна тура · a7 чорний пішак · b7 чорний пішак · d7 чорний кінь · e7 чорний пішак · f7 чорний пішак · g7 чорний пішак · h7 чорний пішак · c6 чорний пішак · d6 білий кінь · f6 чорний кінь · d4 білий пішак · a2 білий пішак · b2 білий пішак · c2 білий пішак · e2 білий ферзь · f2 білий пішак · g2 білий пішак · h2 білий пішак · a1 біла тура · c1 білий слон · e1 білий король · f1 білий слон · g1 білий кінь · h1 біла тура | a8 чорна тура · c8 чорний слон · d8 чорний ферзь · e8 чорний король · f8 чорний слон · h8 чорна тура · a7 чорний пішак · b7 чорний пішак · d7 чорний кінь · e7 чорний пішак · f7 чорний пішак · g7 чорний пішак · h7 чорний пішак · c6 чорний пішак · d6 білий кінь · f6 чорний кінь · d4 білий пішак · a2 білий пішак · b2 білий пішак · c2 білий пішак · e2 білий ферзь · f2 білий пішак · g2 білий пішак · h2 білий пішак · a1 біла тура · c1 білий слон · e1 білий король · f1 білий слон · g1 білий кінь · h1 біла тура | a8 чорна тура · c8 чорний слон · d8 чорний ферзь · e8 чорний король · f8 чорний слон · h8 чорна тура · a7 чорний пішак · b7 чорний пішак · d7 чорний кінь · e7 чорний пішак · f7 чорний пішак · g7 чорний пішак · h7 чорний пішак · c6 чорний пішак · d6 білий кінь · f6 чорний кінь · d4 білий пішак · a2 білий пішак · b2 білий пішак · c2 білий пішак · e2 білий ферзь · f2 білий пішак · g2 білий пішак · h2 білий пішак · a1 біла тура · c1 білий слон · e1 білий король · f1 білий слон · g1 білий кінь · h1 біла тура | a8 чорна тура · c8 чорний слон · d8 чорний ферзь · e8 чорний король · f8 чорний слон · h8 чорна тура · a7 чорний пішак · b7 чорний пішак · d7 чорний кінь · e7 чорний пішак · f7 чорний пішак · g7 чорний пішак · h7 чорний пішак · c6 чорний пішак · d6 білий кінь · f6 чорний кінь · d4 білий пішак · a2 білий пішак · b2 білий пішак · c2 білий пішак · e2 білий ферзь · f2 білий пішак · g2 білий пішак · h2 білий пішак · a1 біла тура · c1 білий слон · e1 білий король · f1 білий слон · g1 білий кінь · h1 біла тура | a8 чорна тура · c8 чорний слон · d8 чорний ферзь · e8 чорний король · f8 чорний слон · h8 чорна тура · a7 чорний пішак · b7 чорний пішак · d7 чорний кінь · e7 чорний пішак · f7 чорний пішак · g7 чорний пішак · h7 чорний пішак · c6 чорний пішак · d6 білий кінь · f6 чорний кінь · d4 білий пішак · a2 білий пішак · b2 білий пішак · c2 білий пішак · e2 білий ферзь · f2 білий пішак · g2 білий пішак · h2 білий пішак · a1 біла тура · c1 білий слон · e1 білий король · f1 білий слон · g1 білий кінь · h1 біла тура | a8 чорна тура · c8 чорний слон · d8 чорний ферзь · e8 чорний король · f8 чорний слон · h8 чорна тура · a7 чорний пішак · b7 чорний пішак · d7 чорний кінь · e7 чорний пішак · f7 чорний пішак · g7 чорний пішак · h7 чорний пішак · c6 чорний пішак · d6 білий кінь · f6 чорний кінь · d4 білий пішак · a2 білий пішак · b2 білий пішак · c2 білий пішак · e2 білий ферзь · f2 білий пішак · g2 білий пішак · h2 білий пішак · a1 біла тура · c1 білий слон · e1 білий король · f1 білий слон · g1 білий кінь · h1 біла тура | a8 чорна тура · c8 чорний слон · d8 чорний ферзь · e8 чорний король · f8 чорний слон · h8 чорна тура · a7 чорний пішак · b7 чорний пішак · d7 чорний кінь · e7 чорний пішак · f7 чорний пішак · g7 чорний пішак · h7 чорний пішак · c6 чорний пішак · d6 білий кінь · f6 чорний кінь · d4 білий пішак · a2 білий пішак · b2 білий пішак · c2 білий пішак · e2 білий ферзь · f2 білий пішак · g2 білий пішак · h2 білий пішак · a1 біла тура · c1 білий слон · e1 білий король · f1 білий слон · g1 білий кінь · h1 біла тура | a8 чорна тура · c8 чорний слон · d8 чорний ферзь · e8 чорний король · f8 чорний слон · h8 чорна тура · a7 чорний пішак · b7 чорний пішак · d7 чорний кінь · e7 чорний пішак · f7 чорний пішак · g7 чорний пішак · h7 чорний пішак · c6 чорний пішак · d6 білий кінь · f6 чорний кінь · d4 білий пішак · a2 білий пішак · b2 білий пішак · c2 білий пішак · e2 білий ферзь · f2 білий пішак · g2 білий пішак · h2 білий пішак · a1 біла тура · c1 білий слон · e1 білий король · f1 білий слон · g1 білий кінь · h1 біла тура | 2 |
| 1 | a8 чорна тура · c8 чорний слон · d8 чорний ферзь · e8 чорний король · f8 чорний слон · h8 чорна тура · a7 чорний пішак · b7 чорний пішак · d7 чорний кінь · e7 чорний пішак · f7 чорний пішак · g7 чорний пішак · h7 чорний пішак · c6 чорний пішак · d6 білий кінь · f6 чорний кінь · d4 білий пішак · a2 білий пішак · b2 білий пішак · c2 білий пішак · e2 білий ферзь · f2 білий пішак · g2 білий пішак · h2 білий пішак · a1 біла тура · c1 білий слон · e1 білий король · f1 білий слон · g1 білий кінь · h1 біла тура | a8 чорна тура · c8 чорний слон · d8 чорний ферзь · e8 чорний король · f8 чорний слон · h8 чорна тура · a7 чорний пішак · b7 чорний пішак · d7 чорний кінь · e7 чорний пішак · f7 чорний пішак · g7 чорний пішак · h7 чорний пішак · c6 чорний пішак · d6 білий кінь · f6 чорний кінь · d4 білий пішак · a2 білий пішак · b2 білий пішак · c2 білий пішак · e2 білий ферзь · f2 білий пішак · g2 білий пішак · h2 білий пішак · a1 біла тура · c1 білий слон · e1 білий король · f1 білий слон · g1 білий кінь · h1 біла тура | a8 чорна тура · c8 чорний слон · d8 чорний ферзь · e8 чорний король · f8 чорний слон · h8 чорна тура · a7 чорний пішак · b7 чорний пішак · d7 чорний кінь · e7 чорний пішак · f7 чорний пішак · g7 чорний пішак · h7 чорний пішак · c6 чорний пішак · d6 білий кінь · f6 чорний кінь · d4 білий пішак · a2 білий пішак · b2 білий пішак · c2 білий пішак · e2 білий ферзь · f2 білий пішак · g2 білий пішак · h2 білий пішак · a1 біла тура · c1 білий слон · e1 білий король · f1 білий слон · g1 білий кінь · h1 біла тура | a8 чорна тура · c8 чорний слон · d8 чорний ферзь · e8 чорний король · f8 чорний слон · h8 чорна тура · a7 чорний пішак · b7 чорний пішак · d7 чорний кінь · e7 чорний пішак · f7 чорний пішак · g7 чорний пішак · h7 чорний пішак · c6 чорний пішак · d6 білий кінь · f6 чорний кінь · d4 білий пішак · a2 білий пішак · b2 білий пішак · c2 білий пішак · e2 білий ферзь · f2 білий пішак · g2 білий пішак · h2 білий пішак · a1 біла тура · c1 білий слон · e1 білий король · f1 білий слон · g1 білий кінь · h1 біла тура | a8 чорна тура · c8 чорний слон · d8 чорний ферзь · e8 чорний король · f8 чорний слон · h8 чорна тура · a7 чорний пішак · b7 чорний пішак · d7 чорний кінь · e7 чорний пішак · f7 чорний пішак · g7 чорний пішак · h7 чорний пішак · c6 чорний пішак · d6 білий кінь · f6 чорний кінь · d4 білий пішак · a2 білий пішак · b2 білий пішак · c2 білий пішак · e2 білий ферзь · f2 білий пішак · g2 білий пішак · h2 білий пішак · a1 біла тура · c1 білий слон · e1 білий король · f1 білий слон · g1 білий кінь · h1 біла тура | a8 чорна тура · c8 чорний слон · d8 чорний ферзь · e8 чорний король · f8 чорний слон · h8 чорна тура · a7 чорний пішак · b7 чорний пішак · d7 чорний кінь · e7 чорний пішак · f7 чорний пішак · g7 чорний пішак · h7 чорний пішак · c6 чорний пішак · d6 білий кінь · f6 чорний кінь · d4 білий пішак · a2 білий пішак · b2 білий пішак · c2 білий пішак · e2 білий ферзь · f2 білий пішак · g2 білий пішак · h2 білий пішак · a1 біла тура · c1 білий слон · e1 білий король · f1 білий слон · g1 білий кінь · h1 біла тура | a8 чорна тура · c8 чорний слон · d8 чорний ферзь · e8 чорний король · f8 чорний слон · h8 чорна тура · a7 чорний пішак · b7 чорний пішак · d7 чорний кінь · e7 чорний пішак · f7 чорний пішак · g7 чорний пішак · h7 чорний пішак · c6 чорний пішак · d6 білий кінь · f6 чорний кінь · d4 білий пішак · a2 білий пішак · b2 білий пішак · c2 білий пішак · e2 білий ферзь · f2 білий пішак · g2 білий пішак · h2 білий пішак · a1 біла тура · c1 білий слон · e1 білий король · f1 білий слон · g1 білий кінь · h1 біла тура | a8 чорна тура · c8 чорний слон · d8 чорний ферзь · e8 чорний король · f8 чорний слон · h8 чорна тура · a7 чорний пішак · b7 чорний пішак · d7 чорний кінь · e7 чорний пішак · f7 чорний пішак · g7 чорний пішак · h7 чорний пішак · c6 чорний пішак · d6 білий кінь · f6 чорний кінь · d4 білий пішак · a2 білий пішак · b2 білий пішак · c2 білий пішак · e2 білий ферзь · f2 білий пішак · g2 білий пішак · h2 білий пішак · a1 біла тура · c1 білий слон · e1 білий король · f1 білий слон · g1 білий кінь · h1 біла тура | 1 |
|   | a | b | c | d | e | f | g | h |   |

В наступній позиції білі поставили пастку. Після ходів: 1.е2-е4 с7-с6 2.d2-d4 d7-d5 3.Kb1-c3 d5:e4 4.Kc3:e4 Kb8-d7 5.Фd1-e2!? (утворилось замасковане зв'язування) 5…Kg8-f6?? 6.Ke4-d6#! Взяття 6…e7:d6 неможливе, оскільки цей хід відкриє вертикаль ферзю на е2. Пішак на е7 виявляється зв'язаним.
|   | a | b | c | d | e | f | g | h |   |
| 8 | b8 чорна тура · c8 чорний король · d7 чорний ферзь · f7 білий кінь · c6 білий ферзь · a4 білий король · g4 білий слон | b8 чорна тура · c8 чорний король · d7 чорний ферзь · f7 білий кінь · c6 білий ферзь · a4 білий король · g4 білий слон | b8 чорна тура · c8 чорний король · d7 чорний ферзь · f7 білий кінь · c6 білий ферзь · a4 білий король · g4 білий слон | b8 чорна тура · c8 чорний король · d7 чорний ферзь · f7 білий кінь · c6 білий ферзь · a4 білий король · g4 білий слон | b8 чорна тура · c8 чорний король · d7 чорний ферзь · f7 білий кінь · c6 білий ферзь · a4 білий король · g4 білий слон | b8 чорна тура · c8 чорний король · d7 чорний ферзь · f7 білий кінь · c6 білий ферзь · a4 білий король · g4 білий слон | b8 чорна тура · c8 чорний король · d7 чорний ферзь · f7 білий кінь · c6 білий ферзь · a4 білий король · g4 білий слон | b8 чорна тура · c8 чорний король · d7 чорний ферзь · f7 білий кінь · c6 білий ферзь · a4 білий король · g4 білий слон | 8 |
| 7 | b8 чорна тура · c8 чорний король · d7 чорний ферзь · f7 білий кінь · c6 білий ферзь · a4 білий король · g4 білий слон | b8 чорна тура · c8 чорний король · d7 чорний ферзь · f7 білий кінь · c6 білий ферзь · a4 білий король · g4 білий слон | b8 чорна тура · c8 чорний король · d7 чорний ферзь · f7 білий кінь · c6 білий ферзь · a4 білий король · g4 білий слон | b8 чорна тура · c8 чорний король · d7 чорний ферзь · f7 білий кінь · c6 білий ферзь · a4 білий король · g4 білий слон | b8 чорна тура · c8 чорний король · d7 чорний ферзь · f7 білий кінь · c6 білий ферзь · a4 білий король · g4 білий слон | b8 чорна тура · c8 чорний король · d7 чорний ферзь · f7 білий кінь · c6 білий ферзь · a4 білий король · g4 білий слон | b8 чорна тура · c8 чорний король · d7 чорний ферзь · f7 білий кінь · c6 білий ферзь · a4 білий король · g4 білий слон | b8 чорна тура · c8 чорний король · d7 чорний ферзь · f7 білий кінь · c6 білий ферзь · a4 білий король · g4 білий слон | 7 |
| 6 | b8 чорна тура · c8 чорний король · d7 чорний ферзь · f7 білий кінь · c6 білий ферзь · a4 білий король · g4 білий слон | b8 чорна тура · c8 чорний король · d7 чорний ферзь · f7 білий кінь · c6 білий ферзь · a4 білий король · g4 білий слон | b8 чорна тура · c8 чорний король · d7 чорний ферзь · f7 білий кінь · c6 білий ферзь · a4 білий король · g4 білий слон | b8 чорна тура · c8 чорний король · d7 чорний ферзь · f7 білий кінь · c6 білий ферзь · a4 білий король · g4 білий слон | b8 чорна тура · c8 чорний король · d7 чорний ферзь · f7 білий кінь · c6 білий ферзь · a4 білий король · g4 білий слон | b8 чорна тура · c8 чорний король · d7 чорний ферзь · f7 білий кінь · c6 білий ферзь · a4 білий король · g4 білий слон | b8 чорна тура · c8 чорний король · d7 чорний ферзь · f7 білий кінь · c6 білий ферзь · a4 білий король · g4 білий слон | b8 чорна тура · c8 чорний король · d7 чорний ферзь · f7 білий кінь · c6 білий ферзь · a4 білий король · g4 білий слон | 6 |
| 5 | b8 чорна тура · c8 чорний король · d7 чорний ферзь · f7 білий кінь · c6 білий ферзь · a4 білий король · g4 білий слон | b8 чорна тура · c8 чорний король · d7 чорний ферзь · f7 білий кінь · c6 білий ферзь · a4 білий король · g4 білий слон | b8 чорна тура · c8 чорний король · d7 чорний ферзь · f7 білий кінь · c6 білий ферзь · a4 білий король · g4 білий слон | b8 чорна тура · c8 чорний король · d7 чорний ферзь · f7 білий кінь · c6 білий ферзь · a4 білий король · g4 білий слон | b8 чорна тура · c8 чорний король · d7 чорний ферзь · f7 білий кінь · c6 білий ферзь · a4 білий король · g4 білий слон | b8 чорна тура · c8 чорний король · d7 чорний ферзь · f7 білий кінь · c6 білий ферзь · a4 білий король · g4 білий слон | b8 чорна тура · c8 чорний король · d7 чорний ферзь · f7 білий кінь · c6 білий ферзь · a4 білий король · g4 білий слон | b8 чорна тура · c8 чорний король · d7 чорний ферзь · f7 білий кінь · c6 білий ферзь · a4 білий король · g4 білий слон | 5 |
| 4 | b8 чорна тура · c8 чорний король · d7 чорний ферзь · f7 білий кінь · c6 білий ферзь · a4 білий король · g4 білий слон | b8 чорна тура · c8 чорний король · d7 чорний ферзь · f7 білий кінь · c6 білий ферзь · a4 білий король · g4 білий слон | b8 чорна тура · c8 чорний король · d7 чорний ферзь · f7 білий кінь · c6 білий ферзь · a4 білий король · g4 білий слон | b8 чорна тура · c8 чорний король · d7 чорний ферзь · f7 білий кінь · c6 білий ферзь · a4 білий король · g4 білий слон | b8 чорна тура · c8 чорний король · d7 чорний ферзь · f7 білий кінь · c6 білий ферзь · a4 білий король · g4 білий слон | b8 чорна тура · c8 чорний король · d7 чорний ферзь · f7 білий кінь · c6 білий ферзь · a4 білий король · g4 білий слон | b8 чорна тура · c8 чорний король · d7 чорний ферзь · f7 білий кінь · c6 білий ферзь · a4 білий король · g4 білий слон | b8 чорна тура · c8 чорний король · d7 чорний ферзь · f7 білий кінь · c6 білий ферзь · a4 білий король · g4 білий слон | 4 |
| 3 | b8 чорна тура · c8 чорний король · d7 чорний ферзь · f7 білий кінь · c6 білий ферзь · a4 білий король · g4 білий слон | b8 чорна тура · c8 чорний король · d7 чорний ферзь · f7 білий кінь · c6 білий ферзь · a4 білий король · g4 білий слон | b8 чорна тура · c8 чорний король · d7 чорний ферзь · f7 білий кінь · c6 білий ферзь · a4 білий король · g4 білий слон | b8 чорна тура · c8 чорний король · d7 чорний ферзь · f7 білий кінь · c6 білий ферзь · a4 білий король · g4 білий слон | b8 чорна тура · c8 чорний король · d7 чорний ферзь · f7 білий кінь · c6 білий ферзь · a4 білий король · g4 білий слон | b8 чорна тура · c8 чорний король · d7 чорний ферзь · f7 білий кінь · c6 білий ферзь · a4 білий король · g4 білий слон | b8 чорна тура · c8 чорний король · d7 чорний ферзь · f7 білий кінь · c6 білий ферзь · a4 білий король · g4 білий слон | b8 чорна тура · c8 чорний король · d7 чорний ферзь · f7 білий кінь · c6 білий ферзь · a4 білий король · g4 білий слон | 3 |
| 2 | b8 чорна тура · c8 чорний король · d7 чорний ферзь · f7 білий кінь · c6 білий ферзь · a4 білий король · g4 білий слон | b8 чорна тура · c8 чорний король · d7 чорний ферзь · f7 білий кінь · c6 білий ферзь · a4 білий король · g4 білий слон | b8 чорна тура · c8 чорний король · d7 чорний ферзь · f7 білий кінь · c6 білий ферзь · a4 білий король · g4 білий слон | b8 чорна тура · c8 чорний король · d7 чорний ферзь · f7 білий кінь · c6 білий ферзь · a4 білий король · g4 білий слон | b8 чорна тура · c8 чорний король · d7 чорний ферзь · f7 білий кінь · c6 білий ферзь · a4 білий король · g4 білий слон | b8 чорна тура · c8 чорний король · d7 чорний ферзь · f7 білий кінь · c6 білий ферзь · a4 білий король · g4 білий слон | b8 чорна тура · c8 чорний король · d7 чорний ферзь · f7 білий кінь · c6 білий ферзь · a4 білий король · g4 білий слон | b8 чорна тура · c8 чорний король · d7 чорний ферзь · f7 білий кінь · c6 білий ферзь · a4 білий король · g4 білий слон | 2 |
| 1 | b8 чорна тура · c8 чорний король · d7 чорний ферзь · f7 білий кінь · c6 білий ферзь · a4 білий король · g4 білий слон | b8 чорна тура · c8 чорний король · d7 чорний ферзь · f7 білий кінь · c6 білий ферзь · a4 білий король · g4 білий слон | b8 чорна тура · c8 чорний король · d7 чорний ферзь · f7 білий кінь · c6 білий ферзь · a4 білий король · g4 білий слон | b8 чорна тура · c8 чорний король · d7 чорний ферзь · f7 білий кінь · c6 білий ферзь · a4 білий король · g4 білий слон | b8 чорна тура · c8 чорний король · d7 чорний ферзь · f7 білий кінь · c6 білий ферзь · a4 білий король · g4 білий слон | b8 чорна тура · c8 чорний король · d7 чорний ферзь · f7 білий кінь · c6 білий ферзь · a4 білий король · g4 білий слон | b8 чорна тура · c8 чорний король · d7 чорний ферзь · f7 білий кінь · c6 білий ферзь · a4 білий король · g4 білий слон | b8 чорна тура · c8 чорний король · d7 чорний ферзь · f7 білий кінь · c6 білий ферзь · a4 білий король · g4 білий слон | 1 |
|   | a | b | c | d | e | f | g | h |   |

На шахівниці — шах і мат зв'язаним білим ферзем. Його зв'язує чорний ферзь d7, але оскільки він сам зв'язаний слоном на g4, то не може збити білого ферзя або прикрити короля від шаху. Чорний же король не може нікуди піти (Кf7 захищає поле d8), відтак це мат.
|   | a | b | c | d | e | f | g | h |   |
| 8 | b8 чорна тура · c8 чорний король · d7 чорний ферзь · f7 білий кінь · d5 білий ферзь · g4 білий слон · d3 білий король | b8 чорна тура · c8 чорний король · d7 чорний ферзь · f7 білий кінь · d5 білий ферзь · g4 білий слон · d3 білий король | b8 чорна тура · c8 чорний король · d7 чорний ферзь · f7 білий кінь · d5 білий ферзь · g4 білий слон · d3 білий король | b8 чорна тура · c8 чорний король · d7 чорний ферзь · f7 білий кінь · d5 білий ферзь · g4 білий слон · d3 білий король | b8 чорна тура · c8 чорний король · d7 чорний ферзь · f7 білий кінь · d5 білий ферзь · g4 білий слон · d3 білий король | b8 чорна тура · c8 чорний король · d7 чорний ферзь · f7 білий кінь · d5 білий ферзь · g4 білий слон · d3 білий король | b8 чорна тура · c8 чорний король · d7 чорний ферзь · f7 білий кінь · d5 білий ферзь · g4 білий слон · d3 білий король | b8 чорна тура · c8 чорний король · d7 чорний ферзь · f7 білий кінь · d5 білий ферзь · g4 білий слон · d3 білий король | 8 |
| 7 | b8 чорна тура · c8 чорний король · d7 чорний ферзь · f7 білий кінь · d5 білий ферзь · g4 білий слон · d3 білий король | b8 чорна тура · c8 чорний король · d7 чорний ферзь · f7 білий кінь · d5 білий ферзь · g4 білий слон · d3 білий король | b8 чорна тура · c8 чорний король · d7 чорний ферзь · f7 білий кінь · d5 білий ферзь · g4 білий слон · d3 білий король | b8 чорна тура · c8 чорний король · d7 чорний ферзь · f7 білий кінь · d5 білий ферзь · g4 білий слон · d3 білий король | b8 чорна тура · c8 чорний король · d7 чорний ферзь · f7 білий кінь · d5 білий ферзь · g4 білий слон · d3 білий король | b8 чорна тура · c8 чорний король · d7 чорний ферзь · f7 білий кінь · d5 білий ферзь · g4 білий слон · d3 білий король | b8 чорна тура · c8 чорний король · d7 чорний ферзь · f7 білий кінь · d5 білий ферзь · g4 білий слон · d3 білий король | b8 чорна тура · c8 чорний король · d7 чорний ферзь · f7 білий кінь · d5 білий ферзь · g4 білий слон · d3 білий король | 7 |
| 6 | b8 чорна тура · c8 чорний король · d7 чорний ферзь · f7 білий кінь · d5 білий ферзь · g4 білий слон · d3 білий король | b8 чорна тура · c8 чорний король · d7 чорний ферзь · f7 білий кінь · d5 білий ферзь · g4 білий слон · d3 білий король | b8 чорна тура · c8 чорний король · d7 чорний ферзь · f7 білий кінь · d5 білий ферзь · g4 білий слон · d3 білий король | b8 чорна тура · c8 чорний король · d7 чорний ферзь · f7 білий кінь · d5 білий ферзь · g4 білий слон · d3 білий король | b8 чорна тура · c8 чорний король · d7 чорний ферзь · f7 білий кінь · d5 білий ферзь · g4 білий слон · d3 білий король | b8 чорна тура · c8 чорний король · d7 чорний ферзь · f7 білий кінь · d5 білий ферзь · g4 білий слон · d3 білий король | b8 чорна тура · c8 чорний король · d7 чорний ферзь · f7 білий кінь · d5 білий ферзь · g4 білий слон · d3 білий король | b8 чорна тура · c8 чорний король · d7 чорний ферзь · f7 білий кінь · d5 білий ферзь · g4 білий слон · d3 білий король | 6 |
| 5 | b8 чорна тура · c8 чорний король · d7 чорний ферзь · f7 білий кінь · d5 білий ферзь · g4 білий слон · d3 білий король | b8 чорна тура · c8 чорний король · d7 чорний ферзь · f7 білий кінь · d5 білий ферзь · g4 білий слон · d3 білий король | b8 чорна тура · c8 чорний король · d7 чорний ферзь · f7 білий кінь · d5 білий ферзь · g4 білий слон · d3 білий король | b8 чорна тура · c8 чорний король · d7 чорний ферзь · f7 білий кінь · d5 білий ферзь · g4 білий слон · d3 білий король | b8 чорна тура · c8 чорний король · d7 чорний ферзь · f7 білий кінь · d5 білий ферзь · g4 білий слон · d3 білий король | b8 чорна тура · c8 чорний король · d7 чорний ферзь · f7 білий кінь · d5 білий ферзь · g4 білий слон · d3 білий король | b8 чорна тура · c8 чорний король · d7 чорний ферзь · f7 білий кінь · d5 білий ферзь · g4 білий слон · d3 білий король | b8 чорна тура · c8 чорний король · d7 чорний ферзь · f7 білий кінь · d5 білий ферзь · g4 білий слон · d3 білий король | 5 |
| 4 | b8 чорна тура · c8 чорний король · d7 чорний ферзь · f7 білий кінь · d5 білий ферзь · g4 білий слон · d3 білий король | b8 чорна тура · c8 чорний король · d7 чорний ферзь · f7 білий кінь · d5 білий ферзь · g4 білий слон · d3 білий король | b8 чорна тура · c8 чорний король · d7 чорний ферзь · f7 білий кінь · d5 білий ферзь · g4 білий слон · d3 білий король | b8 чорна тура · c8 чорний король · d7 чорний ферзь · f7 білий кінь · d5 білий ферзь · g4 білий слон · d3 білий король | b8 чорна тура · c8 чорний король · d7 чорний ферзь · f7 білий кінь · d5 білий ферзь · g4 білий слон · d3 білий король | b8 чорна тура · c8 чорний король · d7 чорний ферзь · f7 білий кінь · d5 білий ферзь · g4 білий слон · d3 білий король | b8 чорна тура · c8 чорний король · d7 чорний ферзь · f7 білий кінь · d5 білий ферзь · g4 білий слон · d3 білий король | b8 чорна тура · c8 чорний король · d7 чорний ферзь · f7 білий кінь · d5 білий ферзь · g4 білий слон · d3 білий король | 4 |
| 3 | b8 чорна тура · c8 чорний король · d7 чорний ферзь · f7 білий кінь · d5 білий ферзь · g4 білий слон · d3 білий король | b8 чорна тура · c8 чорний король · d7 чорний ферзь · f7 білий кінь · d5 білий ферзь · g4 білий слон · d3 білий король | b8 чорна тура · c8 чорний король · d7 чорний ферзь · f7 білий кінь · d5 білий ферзь · g4 білий слон · d3 білий король | b8 чорна тура · c8 чорний король · d7 чорний ферзь · f7 білий кінь · d5 білий ферзь · g4 білий слон · d3 білий король | b8 чорна тура · c8 чорний король · d7 чорний ферзь · f7 білий кінь · d5 білий ферзь · g4 білий слон · d3 білий король | b8 чорна тура · c8 чорний король · d7 чорний ферзь · f7 білий кінь · d5 білий ферзь · g4 білий слон · d3 білий король | b8 чорна тура · c8 чорний король · d7 чорний ферзь · f7 білий кінь · d5 білий ферзь · g4 білий слон · d3 білий король | b8 чорна тура · c8 чорний король · d7 чорний ферзь · f7 білий кінь · d5 білий ферзь · g4 білий слон · d3 білий король | 3 |
| 2 | b8 чорна тура · c8 чорний король · d7 чорний ферзь · f7 білий кінь · d5 білий ферзь · g4 білий слон · d3 білий король | b8 чорна тура · c8 чорний король · d7 чорний ферзь · f7 білий кінь · d5 білий ферзь · g4 білий слон · d3 білий король | b8 чорна тура · c8 чорний король · d7 чорний ферзь · f7 білий кінь · d5 білий ферзь · g4 білий слон · d3 білий король | b8 чорна тура · c8 чорний король · d7 чорний ферзь · f7 білий кінь · d5 білий ферзь · g4 білий слон · d3 білий король | b8 чорна тура · c8 чорний король · d7 чорний ферзь · f7 білий кінь · d5 білий ферзь · g4 білий слон · d3 білий король | b8 чорна тура · c8 чорний король · d7 чорний ферзь · f7 білий кінь · d5 білий ферзь · g4 білий слон · d3 білий король | b8 чорна тура · c8 чорний король · d7 чорний ферзь · f7 білий кінь · d5 білий ферзь · g4 білий слон · d3 білий король | b8 чорна тура · c8 чорний король · d7 чорний ферзь · f7 білий кінь · d5 білий ферзь · g4 білий слон · d3 білий король | 2 |
| 1 | b8 чорна тура · c8 чорний король · d7 чорний ферзь · f7 білий кінь · d5 білий ферзь · g4 білий слон · d3 білий король | b8 чорна тура · c8 чорний король · d7 чорний ферзь · f7 білий кінь · d5 білий ферзь · g4 білий слон · d3 білий король | b8 чорна тура · c8 чорний король · d7 чорний ферзь · f7 білий кінь · d5 білий ферзь · g4 білий слон · d3 білий король | b8 чорна тура · c8 чорний король · d7 чорний ферзь · f7 білий кінь · d5 білий ферзь · g4 білий слон · d3 білий король | b8 чорна тура · c8 чорний король · d7 чорний ферзь · f7 білий кінь · d5 білий ферзь · g4 білий слон · d3 білий король | b8 чорна тура · c8 чорний король · d7 чорний ферзь · f7 білий кінь · d5 білий ферзь · g4 білий слон · d3 білий король | b8 чорна тура · c8 чорний король · d7 чорний ферзь · f7 білий кінь · d5 білий ферзь · g4 білий слон · d3 білий король | b8 чорна тура · c8 чорний король · d7 чорний ферзь · f7 білий кінь · d5 білий ферзь · g4 білий слон · d3 білий король | 1 |
|   | a | b | c | d | e | f | g | h |   |

В цій позиції білий ферзь не може дати мат на 1.Фс6#, як в попередньому випадку, оскільки він зв'язаний чорним ферзем. Але його зв'язування відносне, і він може піти на d4 або d6 або дати мат 1.Ф: d7#
2-й приз Sahovski glasnik, 1934
|   | a | b | c | d | e | f | g | h |   |
| 8 | a8 чорна тура · b8 чорний кінь · d8 чорний кінь · g8 біла тура · h8 білий король · a7 біла тура · b7 чорний ферзь · e7 білий пішак · f7 чорний король · h7 чорний пішак · b6 чорний слон · c6 чорний слон · d6 чорний пішак · d5 чорна тура · e5 чорний пішак · g5 білий слон · b4 білий пішак · c4 білий кінь · g4 білий слон · d3 чорний пішак · g2 чорний пішак · h2 чорний пішак · b1 білий ферзь | a8 чорна тура · b8 чорний кінь · d8 чорний кінь · g8 біла тура · h8 білий король · a7 біла тура · b7 чорний ферзь · e7 білий пішак · f7 чорний король · h7 чорний пішак · b6 чорний слон · c6 чорний слон · d6 чорний пішак · d5 чорна тура · e5 чорний пішак · g5 білий слон · b4 білий пішак · c4 білий кінь · g4 білий слон · d3 чорний пішак · g2 чорний пішак · h2 чорний пішак · b1 білий ферзь | a8 чорна тура · b8 чорний кінь · d8 чорний кінь · g8 біла тура · h8 білий король · a7 біла тура · b7 чорний ферзь · e7 білий пішак · f7 чорний король · h7 чорний пішак · b6 чорний слон · c6 чорний слон · d6 чорний пішак · d5 чорна тура · e5 чорний пішак · g5 білий слон · b4 білий пішак · c4 білий кінь · g4 білий слон · d3 чорний пішак · g2 чорний пішак · h2 чорний пішак · b1 білий ферзь | a8 чорна тура · b8 чорний кінь · d8 чорний кінь · g8 біла тура · h8 білий король · a7 біла тура · b7 чорний ферзь · e7 білий пішак · f7 чорний король · h7 чорний пішак · b6 чорний слон · c6 чорний слон · d6 чорний пішак · d5 чорна тура · e5 чорний пішак · g5 білий слон · b4 білий пішак · c4 білий кінь · g4 білий слон · d3 чорний пішак · g2 чорний пішак · h2 чорний пішак · b1 білий ферзь | a8 чорна тура · b8 чорний кінь · d8 чорний кінь · g8 біла тура · h8 білий король · a7 біла тура · b7 чорний ферзь · e7 білий пішак · f7 чорний король · h7 чорний пішак · b6 чорний слон · c6 чорний слон · d6 чорний пішак · d5 чорна тура · e5 чорний пішак · g5 білий слон · b4 білий пішак · c4 білий кінь · g4 білий слон · d3 чорний пішак · g2 чорний пішак · h2 чорний пішак · b1 білий ферзь | a8 чорна тура · b8 чорний кінь · d8 чорний кінь · g8 біла тура · h8 білий король · a7 біла тура · b7 чорний ферзь · e7 білий пішак · f7 чорний король · h7 чорний пішак · b6 чорний слон · c6 чорний слон · d6 чорний пішак · d5 чорна тура · e5 чорний пішак · g5 білий слон · b4 білий пішак · c4 білий кінь · g4 білий слон · d3 чорний пішак · g2 чорний пішак · h2 чорний пішак · b1 білий ферзь | a8 чорна тура · b8 чорний кінь · d8 чорний кінь · g8 біла тура · h8 білий король · a7 біла тура · b7 чорний ферзь · e7 білий пішак · f7 чорний король · h7 чорний пішак · b6 чорний слон · c6 чорний слон · d6 чорний пішак · d5 чорна тура · e5 чорний пішак · g5 білий слон · b4 білий пішак · c4 білий кінь · g4 білий слон · d3 чорний пішак · g2 чорний пішак · h2 чорний пішак · b1 білий ферзь | a8 чорна тура · b8 чорний кінь · d8 чорний кінь · g8 біла тура · h8 білий король · a7 біла тура · b7 чорний ферзь · e7 білий пішак · f7 чорний король · h7 чорний пішак · b6 чорний слон · c6 чорний слон · d6 чорний пішак · d5 чорна тура · e5 чорний пішак · g5 білий слон · b4 білий пішак · c4 білий кінь · g4 білий слон · d3 чорний пішак · g2 чорний пішак · h2 чорний пішак · b1 білий ферзь | 8 |
| 7 | a8 чорна тура · b8 чорний кінь · d8 чорний кінь · g8 біла тура · h8 білий король · a7 біла тура · b7 чорний ферзь · e7 білий пішак · f7 чорний король · h7 чорний пішак · b6 чорний слон · c6 чорний слон · d6 чорний пішак · d5 чорна тура · e5 чорний пішак · g5 білий слон · b4 білий пішак · c4 білий кінь · g4 білий слон · d3 чорний пішак · g2 чорний пішак · h2 чорний пішак · b1 білий ферзь | a8 чорна тура · b8 чорний кінь · d8 чорний кінь · g8 біла тура · h8 білий король · a7 біла тура · b7 чорний ферзь · e7 білий пішак · f7 чорний король · h7 чорний пішак · b6 чорний слон · c6 чорний слон · d6 чорний пішак · d5 чорна тура · e5 чорний пішак · g5 білий слон · b4 білий пішак · c4 білий кінь · g4 білий слон · d3 чорний пішак · g2 чорний пішак · h2 чорний пішак · b1 білий ферзь | a8 чорна тура · b8 чорний кінь · d8 чорний кінь · g8 біла тура · h8 білий король · a7 біла тура · b7 чорний ферзь · e7 білий пішак · f7 чорний король · h7 чорний пішак · b6 чорний слон · c6 чорний слон · d6 чорний пішак · d5 чорна тура · e5 чорний пішак · g5 білий слон · b4 білий пішак · c4 білий кінь · g4 білий слон · d3 чорний пішак · g2 чорний пішак · h2 чорний пішак · b1 білий ферзь | a8 чорна тура · b8 чорний кінь · d8 чорний кінь · g8 біла тура · h8 білий король · a7 біла тура · b7 чорний ферзь · e7 білий пішак · f7 чорний король · h7 чорний пішак · b6 чорний слон · c6 чорний слон · d6 чорний пішак · d5 чорна тура · e5 чорний пішак · g5 білий слон · b4 білий пішак · c4 білий кінь · g4 білий слон · d3 чорний пішак · g2 чорний пішак · h2 чорний пішак · b1 білий ферзь | a8 чорна тура · b8 чорний кінь · d8 чорний кінь · g8 біла тура · h8 білий король · a7 біла тура · b7 чорний ферзь · e7 білий пішак · f7 чорний король · h7 чорний пішак · b6 чорний слон · c6 чорний слон · d6 чорний пішак · d5 чорна тура · e5 чорний пішак · g5 білий слон · b4 білий пішак · c4 білий кінь · g4 білий слон · d3 чорний пішак · g2 чорний пішак · h2 чорний пішак · b1 білий ферзь | a8 чорна тура · b8 чорний кінь · d8 чорний кінь · g8 біла тура · h8 білий король · a7 біла тура · b7 чорний ферзь · e7 білий пішак · f7 чорний король · h7 чорний пішак · b6 чорний слон · c6 чорний слон · d6 чорний пішак · d5 чорна тура · e5 чорний пішак · g5 білий слон · b4 білий пішак · c4 білий кінь · g4 білий слон · d3 чорний пішак · g2 чорний пішак · h2 чорний пішак · b1 білий ферзь | a8 чорна тура · b8 чорний кінь · d8 чорний кінь · g8 біла тура · h8 білий король · a7 біла тура · b7 чорний ферзь · e7 білий пішак · f7 чорний король · h7 чорний пішак · b6 чорний слон · c6 чорний слон · d6 чорний пішак · d5 чорна тура · e5 чорний пішак · g5 білий слон · b4 білий пішак · c4 білий кінь · g4 білий слон · d3 чорний пішак · g2 чорний пішак · h2 чорний пішак · b1 білий ферзь | a8 чорна тура · b8 чорний кінь · d8 чорний кінь · g8 біла тура · h8 білий король · a7 біла тура · b7 чорний ферзь · e7 білий пішак · f7 чорний король · h7 чорний пішак · b6 чорний слон · c6 чорний слон · d6 чорний пішак · d5 чорна тура · e5 чорний пішак · g5 білий слон · b4 білий пішак · c4 білий кінь · g4 білий слон · d3 чорний пішак · g2 чорний пішак · h2 чорний пішак · b1 білий ферзь | 7 |
| 6 | a8 чорна тура · b8 чорний кінь · d8 чорний кінь · g8 біла тура · h8 білий король · a7 біла тура · b7 чорний ферзь · e7 білий пішак · f7 чорний король · h7 чорний пішак · b6 чорний слон · c6 чорний слон · d6 чорний пішак · d5 чорна тура · e5 чорний пішак · g5 білий слон · b4 білий пішак · c4 білий кінь · g4 білий слон · d3 чорний пішак · g2 чорний пішак · h2 чорний пішак · b1 білий ферзь | a8 чорна тура · b8 чорний кінь · d8 чорний кінь · g8 біла тура · h8 білий король · a7 біла тура · b7 чорний ферзь · e7 білий пішак · f7 чорний король · h7 чорний пішак · b6 чорний слон · c6 чорний слон · d6 чорний пішак · d5 чорна тура · e5 чорний пішак · g5 білий слон · b4 білий пішак · c4 білий кінь · g4 білий слон · d3 чорний пішак · g2 чорний пішак · h2 чорний пішак · b1 білий ферзь | a8 чорна тура · b8 чорний кінь · d8 чорний кінь · g8 біла тура · h8 білий король · a7 біла тура · b7 чорний ферзь · e7 білий пішак · f7 чорний король · h7 чорний пішак · b6 чорний слон · c6 чорний слон · d6 чорний пішак · d5 чорна тура · e5 чорний пішак · g5 білий слон · b4 білий пішак · c4 білий кінь · g4 білий слон · d3 чорний пішак · g2 чорний пішак · h2 чорний пішак · b1 білий ферзь | a8 чорна тура · b8 чорний кінь · d8 чорний кінь · g8 біла тура · h8 білий король · a7 біла тура · b7 чорний ферзь · e7 білий пішак · f7 чорний король · h7 чорний пішак · b6 чорний слон · c6 чорний слон · d6 чорний пішак · d5 чорна тура · e5 чорний пішак · g5 білий слон · b4 білий пішак · c4 білий кінь · g4 білий слон · d3 чорний пішак · g2 чорний пішак · h2 чорний пішак · b1 білий ферзь | a8 чорна тура · b8 чорний кінь · d8 чорний кінь · g8 біла тура · h8 білий король · a7 біла тура · b7 чорний ферзь · e7 білий пішак · f7 чорний король · h7 чорний пішак · b6 чорний слон · c6 чорний слон · d6 чорний пішак · d5 чорна тура · e5 чорний пішак · g5 білий слон · b4 білий пішак · c4 білий кінь · g4 білий слон · d3 чорний пішак · g2 чорний пішак · h2 чорний пішак · b1 білий ферзь | a8 чорна тура · b8 чорний кінь · d8 чорний кінь · g8 біла тура · h8 білий король · a7 біла тура · b7 чорний ферзь · e7 білий пішак · f7 чорний король · h7 чорний пішак · b6 чорний слон · c6 чорний слон · d6 чорний пішак · d5 чорна тура · e5 чорний пішак · g5 білий слон · b4 білий пішак · c4 білий кінь · g4 білий слон · d3 чорний пішак · g2 чорний пішак · h2 чорний пішак · b1 білий ферзь | a8 чорна тура · b8 чорний кінь · d8 чорний кінь · g8 біла тура · h8 білий король · a7 біла тура · b7 чорний ферзь · e7 білий пішак · f7 чорний король · h7 чорний пішак · b6 чорний слон · c6 чорний слон · d6 чорний пішак · d5 чорна тура · e5 чорний пішак · g5 білий слон · b4 білий пішак · c4 білий кінь · g4 білий слон · d3 чорний пішак · g2 чорний пішак · h2 чорний пішак · b1 білий ферзь | a8 чорна тура · b8 чорний кінь · d8 чорний кінь · g8 біла тура · h8 білий король · a7 біла тура · b7 чорний ферзь · e7 білий пішак · f7 чорний король · h7 чорний пішак · b6 чорний слон · c6 чорний слон · d6 чорний пішак · d5 чорна тура · e5 чорний пішак · g5 білий слон · b4 білий пішак · c4 білий кінь · g4 білий слон · d3 чорний пішак · g2 чорний пішак · h2 чорний пішак · b1 білий ферзь | 6 |
| 5 | a8 чорна тура · b8 чорний кінь · d8 чорний кінь · g8 біла тура · h8 білий король · a7 біла тура · b7 чорний ферзь · e7 білий пішак · f7 чорний король · h7 чорний пішак · b6 чорний слон · c6 чорний слон · d6 чорний пішак · d5 чорна тура · e5 чорний пішак · g5 білий слон · b4 білий пішак · c4 білий кінь · g4 білий слон · d3 чорний пішак · g2 чорний пішак · h2 чорний пішак · b1 білий ферзь | a8 чорна тура · b8 чорний кінь · d8 чорний кінь · g8 біла тура · h8 білий король · a7 біла тура · b7 чорний ферзь · e7 білий пішак · f7 чорний король · h7 чорний пішак · b6 чорний слон · c6 чорний слон · d6 чорний пішак · d5 чорна тура · e5 чорний пішак · g5 білий слон · b4 білий пішак · c4 білий кінь · g4 білий слон · d3 чорний пішак · g2 чорний пішак · h2 чорний пішак · b1 білий ферзь | a8 чорна тура · b8 чорний кінь · d8 чорний кінь · g8 біла тура · h8 білий король · a7 біла тура · b7 чорний ферзь · e7 білий пішак · f7 чорний король · h7 чорний пішак · b6 чорний слон · c6 чорний слон · d6 чорний пішак · d5 чорна тура · e5 чорний пішак · g5 білий слон · b4 білий пішак · c4 білий кінь · g4 білий слон · d3 чорний пішак · g2 чорний пішак · h2 чорний пішак · b1 білий ферзь | a8 чорна тура · b8 чорний кінь · d8 чорний кінь · g8 біла тура · h8 білий король · a7 біла тура · b7 чорний ферзь · e7 білий пішак · f7 чорний король · h7 чорний пішак · b6 чорний слон · c6 чорний слон · d6 чорний пішак · d5 чорна тура · e5 чорний пішак · g5 білий слон · b4 білий пішак · c4 білий кінь · g4 білий слон · d3 чорний пішак · g2 чорний пішак · h2 чорний пішак · b1 білий ферзь | a8 чорна тура · b8 чорний кінь · d8 чорний кінь · g8 біла тура · h8 білий король · a7 біла тура · b7 чорний ферзь · e7 білий пішак · f7 чорний король · h7 чорний пішак · b6 чорний слон · c6 чорний слон · d6 чорний пішак · d5 чорна тура · e5 чорний пішак · g5 білий слон · b4 білий пішак · c4 білий кінь · g4 білий слон · d3 чорний пішак · g2 чорний пішак · h2 чорний пішак · b1 білий ферзь | a8 чорна тура · b8 чорний кінь · d8 чорний кінь · g8 біла тура · h8 білий король · a7 біла тура · b7 чорний ферзь · e7 білий пішак · f7 чорний король · h7 чорний пішак · b6 чорний слон · c6 чорний слон · d6 чорний пішак · d5 чорна тура · e5 чорний пішак · g5 білий слон · b4 білий пішак · c4 білий кінь · g4 білий слон · d3 чорний пішак · g2 чорний пішак · h2 чорний пішак · b1 білий ферзь | a8 чорна тура · b8 чорний кінь · d8 чорний кінь · g8 біла тура · h8 білий король · a7 біла тура · b7 чорний ферзь · e7 білий пішак · f7 чорний король · h7 чорний пішак · b6 чорний слон · c6 чорний слон · d6 чорний пішак · d5 чорна тура · e5 чорний пішак · g5 білий слон · b4 білий пішак · c4 білий кінь · g4 білий слон · d3 чорний пішак · g2 чорний пішак · h2 чорний пішак · b1 білий ферзь | a8 чорна тура · b8 чорний кінь · d8 чорний кінь · g8 біла тура · h8 білий король · a7 біла тура · b7 чорний ферзь · e7 білий пішак · f7 чорний король · h7 чорний пішак · b6 чорний слон · c6 чорний слон · d6 чорний пішак · d5 чорна тура · e5 чорний пішак · g5 білий слон · b4 білий пішак · c4 білий кінь · g4 білий слон · d3 чорний пішак · g2 чорний пішак · h2 чорний пішак · b1 білий ферзь | 5 |
| 4 | a8 чорна тура · b8 чорний кінь · d8 чорний кінь · g8 біла тура · h8 білий король · a7 біла тура · b7 чорний ферзь · e7 білий пішак · f7 чорний король · h7 чорний пішак · b6 чорний слон · c6 чорний слон · d6 чорний пішак · d5 чорна тура · e5 чорний пішак · g5 білий слон · b4 білий пішак · c4 білий кінь · g4 білий слон · d3 чорний пішак · g2 чорний пішак · h2 чорний пішак · b1 білий ферзь | a8 чорна тура · b8 чорний кінь · d8 чорний кінь · g8 біла тура · h8 білий король · a7 біла тура · b7 чорний ферзь · e7 білий пішак · f7 чорний король · h7 чорний пішак · b6 чорний слон · c6 чорний слон · d6 чорний пішак · d5 чорна тура · e5 чорний пішак · g5 білий слон · b4 білий пішак · c4 білий кінь · g4 білий слон · d3 чорний пішак · g2 чорний пішак · h2 чорний пішак · b1 білий ферзь | a8 чорна тура · b8 чорний кінь · d8 чорний кінь · g8 біла тура · h8 білий король · a7 біла тура · b7 чорний ферзь · e7 білий пішак · f7 чорний король · h7 чорний пішак · b6 чорний слон · c6 чорний слон · d6 чорний пішак · d5 чорна тура · e5 чорний пішак · g5 білий слон · b4 білий пішак · c4 білий кінь · g4 білий слон · d3 чорний пішак · g2 чорний пішак · h2 чорний пішак · b1 білий ферзь | a8 чорна тура · b8 чорний кінь · d8 чорний кінь · g8 біла тура · h8 білий король · a7 біла тура · b7 чорний ферзь · e7 білий пішак · f7 чорний король · h7 чорний пішак · b6 чорний слон · c6 чорний слон · d6 чорний пішак · d5 чорна тура · e5 чорний пішак · g5 білий слон · b4 білий пішак · c4 білий кінь · g4 білий слон · d3 чорний пішак · g2 чорний пішак · h2 чорний пішак · b1 білий ферзь | a8 чорна тура · b8 чорний кінь · d8 чорний кінь · g8 біла тура · h8 білий король · a7 біла тура · b7 чорний ферзь · e7 білий пішак · f7 чорний король · h7 чорний пішак · b6 чорний слон · c6 чорний слон · d6 чорний пішак · d5 чорна тура · e5 чорний пішак · g5 білий слон · b4 білий пішак · c4 білий кінь · g4 білий слон · d3 чорний пішак · g2 чорний пішак · h2 чорний пішак · b1 білий ферзь | a8 чорна тура · b8 чорний кінь · d8 чорний кінь · g8 біла тура · h8 білий король · a7 біла тура · b7 чорний ферзь · e7 білий пішак · f7 чорний король · h7 чорний пішак · b6 чорний слон · c6 чорний слон · d6 чорний пішак · d5 чорна тура · e5 чорний пішак · g5 білий слон · b4 білий пішак · c4 білий кінь · g4 білий слон · d3 чорний пішак · g2 чорний пішак · h2 чорний пішак · b1 білий ферзь | a8 чорна тура · b8 чорний кінь · d8 чорний кінь · g8 біла тура · h8 білий король · a7 біла тура · b7 чорний ферзь · e7 білий пішак · f7 чорний король · h7 чорний пішак · b6 чорний слон · c6 чорний слон · d6 чорний пішак · d5 чорна тура · e5 чорний пішак · g5 білий слон · b4 білий пішак · c4 білий кінь · g4 білий слон · d3 чорний пішак · g2 чорний пішак · h2 чорний пішак · b1 білий ферзь | a8 чорна тура · b8 чорний кінь · d8 чорний кінь · g8 біла тура · h8 білий король · a7 біла тура · b7 чорний ферзь · e7 білий пішак · f7 чорний король · h7 чорний пішак · b6 чорний слон · c6 чорний слон · d6 чорний пішак · d5 чорна тура · e5 чорний пішак · g5 білий слон · b4 білий пішак · c4 білий кінь · g4 білий слон · d3 чорний пішак · g2 чорний пішак · h2 чорний пішак · b1 білий ферзь | 4 |
| 3 | a8 чорна тура · b8 чорний кінь · d8 чорний кінь · g8 біла тура · h8 білий король · a7 біла тура · b7 чорний ферзь · e7 білий пішак · f7 чорний король · h7 чорний пішак · b6 чорний слон · c6 чорний слон · d6 чорний пішак · d5 чорна тура · e5 чорний пішак · g5 білий слон · b4 білий пішак · c4 білий кінь · g4 білий слон · d3 чорний пішак · g2 чорний пішак · h2 чорний пішак · b1 білий ферзь | a8 чорна тура · b8 чорний кінь · d8 чорний кінь · g8 біла тура · h8 білий король · a7 біла тура · b7 чорний ферзь · e7 білий пішак · f7 чорний король · h7 чорний пішак · b6 чорний слон · c6 чорний слон · d6 чорний пішак · d5 чорна тура · e5 чорний пішак · g5 білий слон · b4 білий пішак · c4 білий кінь · g4 білий слон · d3 чорний пішак · g2 чорний пішак · h2 чорний пішак · b1 білий ферзь | a8 чорна тура · b8 чорний кінь · d8 чорний кінь · g8 біла тура · h8 білий король · a7 біла тура · b7 чорний ферзь · e7 білий пішак · f7 чорний король · h7 чорний пішак · b6 чорний слон · c6 чорний слон · d6 чорний пішак · d5 чорна тура · e5 чорний пішак · g5 білий слон · b4 білий пішак · c4 білий кінь · g4 білий слон · d3 чорний пішак · g2 чорний пішак · h2 чорний пішак · b1 білий ферзь | a8 чорна тура · b8 чорний кінь · d8 чорний кінь · g8 біла тура · h8 білий король · a7 біла тура · b7 чорний ферзь · e7 білий пішак · f7 чорний король · h7 чорний пішак · b6 чорний слон · c6 чорний слон · d6 чорний пішак · d5 чорна тура · e5 чорний пішак · g5 білий слон · b4 білий пішак · c4 білий кінь · g4 білий слон · d3 чорний пішак · g2 чорний пішак · h2 чорний пішак · b1 білий ферзь | a8 чорна тура · b8 чорний кінь · d8 чорний кінь · g8 біла тура · h8 білий король · a7 біла тура · b7 чорний ферзь · e7 білий пішак · f7 чорний король · h7 чорний пішак · b6 чорний слон · c6 чорний слон · d6 чорний пішак · d5 чорна тура · e5 чорний пішак · g5 білий слон · b4 білий пішак · c4 білий кінь · g4 білий слон · d3 чорний пішак · g2 чорний пішак · h2 чорний пішак · b1 білий ферзь | a8 чорна тура · b8 чорний кінь · d8 чорний кінь · g8 біла тура · h8 білий король · a7 біла тура · b7 чорний ферзь · e7 білий пішак · f7 чорний король · h7 чорний пішак · b6 чорний слон · c6 чорний слон · d6 чорний пішак · d5 чорна тура · e5 чорний пішак · g5 білий слон · b4 білий пішак · c4 білий кінь · g4 білий слон · d3 чорний пішак · g2 чорний пішак · h2 чорний пішак · b1 білий ферзь | a8 чорна тура · b8 чорний кінь · d8 чорний кінь · g8 біла тура · h8 білий король · a7 біла тура · b7 чорний ферзь · e7 білий пішак · f7 чорний король · h7 чорний пішак · b6 чорний слон · c6 чорний слон · d6 чорний пішак · d5 чорна тура · e5 чорний пішак · g5 білий слон · b4 білий пішак · c4 білий кінь · g4 білий слон · d3 чорний пішак · g2 чорний пішак · h2 чорний пішак · b1 білий ферзь | a8 чорна тура · b8 чорний кінь · d8 чорний кінь · g8 біла тура · h8 білий король · a7 біла тура · b7 чорний ферзь · e7 білий пішак · f7 чорний король · h7 чорний пішак · b6 чорний слон · c6 чорний слон · d6 чорний пішак · d5 чорна тура · e5 чорний пішак · g5 білий слон · b4 білий пішак · c4 білий кінь · g4 білий слон · d3 чорний пішак · g2 чорний пішак · h2 чорний пішак · b1 білий ферзь | 3 |
| 2 | a8 чорна тура · b8 чорний кінь · d8 чорний кінь · g8 біла тура · h8 білий король · a7 біла тура · b7 чорний ферзь · e7 білий пішак · f7 чорний король · h7 чорний пішак · b6 чорний слон · c6 чорний слон · d6 чорний пішак · d5 чорна тура · e5 чорний пішак · g5 білий слон · b4 білий пішак · c4 білий кінь · g4 білий слон · d3 чорний пішак · g2 чорний пішак · h2 чорний пішак · b1 білий ферзь | a8 чорна тура · b8 чорний кінь · d8 чорний кінь · g8 біла тура · h8 білий король · a7 біла тура · b7 чорний ферзь · e7 білий пішак · f7 чорний король · h7 чорний пішак · b6 чорний слон · c6 чорний слон · d6 чорний пішак · d5 чорна тура · e5 чорний пішак · g5 білий слон · b4 білий пішак · c4 білий кінь · g4 білий слон · d3 чорний пішак · g2 чорний пішак · h2 чорний пішак · b1 білий ферзь | a8 чорна тура · b8 чорний кінь · d8 чорний кінь · g8 біла тура · h8 білий король · a7 біла тура · b7 чорний ферзь · e7 білий пішак · f7 чорний король · h7 чорний пішак · b6 чорний слон · c6 чорний слон · d6 чорний пішак · d5 чорна тура · e5 чорний пішак · g5 білий слон · b4 білий пішак · c4 білий кінь · g4 білий слон · d3 чорний пішак · g2 чорний пішак · h2 чорний пішак · b1 білий ферзь | a8 чорна тура · b8 чорний кінь · d8 чорний кінь · g8 біла тура · h8 білий король · a7 біла тура · b7 чорний ферзь · e7 білий пішак · f7 чорний король · h7 чорний пішак · b6 чорний слон · c6 чорний слон · d6 чорний пішак · d5 чорна тура · e5 чорний пішак · g5 білий слон · b4 білий пішак · c4 білий кінь · g4 білий слон · d3 чорний пішак · g2 чорний пішак · h2 чорний пішак · b1 білий ферзь | a8 чорна тура · b8 чорний кінь · d8 чорний кінь · g8 біла тура · h8 білий король · a7 біла тура · b7 чорний ферзь · e7 білий пішак · f7 чорний король · h7 чорний пішак · b6 чорний слон · c6 чорний слон · d6 чорний пішак · d5 чорна тура · e5 чорний пішак · g5 білий слон · b4 білий пішак · c4 білий кінь · g4 білий слон · d3 чорний пішак · g2 чорний пішак · h2 чорний пішак · b1 білий ферзь | a8 чорна тура · b8 чорний кінь · d8 чорний кінь · g8 біла тура · h8 білий король · a7 біла тура · b7 чорний ферзь · e7 білий пішак · f7 чорний король · h7 чорний пішак · b6 чорний слон · c6 чорний слон · d6 чорний пішак · d5 чорна тура · e5 чорний пішак · g5 білий слон · b4 білий пішак · c4 білий кінь · g4 білий слон · d3 чорний пішак · g2 чорний пішак · h2 чорний пішак · b1 білий ферзь | a8 чорна тура · b8 чорний кінь · d8 чорний кінь · g8 біла тура · h8 білий король · a7 біла тура · b7 чорний ферзь · e7 білий пішак · f7 чорний король · h7 чорний пішак · b6 чорний слон · c6 чорний слон · d6 чорний пішак · d5 чорна тура · e5 чорний пішак · g5 білий слон · b4 білий пішак · c4 білий кінь · g4 білий слон · d3 чорний пішак · g2 чорний пішак · h2 чорний пішак · b1 білий ферзь | a8 чорна тура · b8 чорний кінь · d8 чорний кінь · g8 біла тура · h8 білий король · a7 біла тура · b7 чорний ферзь · e7 білий пішак · f7 чорний король · h7 чорний пішак · b6 чорний слон · c6 чорний слон · d6 чорний пішак · d5 чорна тура · e5 чорний пішак · g5 білий слон · b4 білий пішак · c4 білий кінь · g4 білий слон · d3 чорний пішак · g2 чорний пішак · h2 чорний пішак · b1 білий ферзь | 2 |
| 1 | a8 чорна тура · b8 чорний кінь · d8 чорний кінь · g8 біла тура · h8 білий король · a7 біла тура · b7 чорний ферзь · e7 білий пішак · f7 чорний король · h7 чорний пішак · b6 чорний слон · c6 чорний слон · d6 чорний пішак · d5 чорна тура · e5 чорний пішак · g5 білий слон · b4 білий пішак · c4 білий кінь · g4 білий слон · d3 чорний пішак · g2 чорний пішак · h2 чорний пішак · b1 білий ферзь | a8 чорна тура · b8 чорний кінь · d8 чорний кінь · g8 біла тура · h8 білий король · a7 біла тура · b7 чорний ферзь · e7 білий пішак · f7 чорний король · h7 чорний пішак · b6 чорний слон · c6 чорний слон · d6 чорний пішак · d5 чорна тура · e5 чорний пішак · g5 білий слон · b4 білий пішак · c4 білий кінь · g4 білий слон · d3 чорний пішак · g2 чорний пішак · h2 чорний пішак · b1 білий ферзь | a8 чорна тура · b8 чорний кінь · d8 чорний кінь · g8 біла тура · h8 білий король · a7 біла тура · b7 чорний ферзь · e7 білий пішак · f7 чорний король · h7 чорний пішак · b6 чорний слон · c6 чорний слон · d6 чорний пішак · d5 чорна тура · e5 чорний пішак · g5 білий слон · b4 білий пішак · c4 білий кінь · g4 білий слон · d3 чорний пішак · g2 чорний пішак · h2 чорний пішак · b1 білий ферзь | a8 чорна тура · b8 чорний кінь · d8 чорний кінь · g8 біла тура · h8 білий король · a7 біла тура · b7 чорний ферзь · e7 білий пішак · f7 чорний король · h7 чорний пішак · b6 чорний слон · c6 чорний слон · d6 чорний пішак · d5 чорна тура · e5 чорний пішак · g5 білий слон · b4 білий пішак · c4 білий кінь · g4 білий слон · d3 чорний пішак · g2 чорний пішак · h2 чорний пішак · b1 білий ферзь | a8 чорна тура · b8 чорний кінь · d8 чорний кінь · g8 біла тура · h8 білий король · a7 біла тура · b7 чорний ферзь · e7 білий пішак · f7 чорний король · h7 чорний пішак · b6 чорний слон · c6 чорний слон · d6 чорний пішак · d5 чорна тура · e5 чорний пішак · g5 білий слон · b4 білий пішак · c4 білий кінь · g4 білий слон · d3 чорний пішак · g2 чорний пішак · h2 чорний пішак · b1 білий ферзь | a8 чорна тура · b8 чорний кінь · d8 чорний кінь · g8 біла тура · h8 білий король · a7 біла тура · b7 чорний ферзь · e7 білий пішак · f7 чорний король · h7 чорний пішак · b6 чорний слон · c6 чорний слон · d6 чорний пішак · d5 чорна тура · e5 чорний пішак · g5 білий слон · b4 білий пішак · c4 білий кінь · g4 білий слон · d3 чорний пішак · g2 чорний пішак · h2 чорний пішак · b1 білий ферзь | a8 чорна тура · b8 чорний кінь · d8 чорний кінь · g8 біла тура · h8 білий король · a7 біла тура · b7 чорний ферзь · e7 білий пішак · f7 чорний король · h7 чорний пішак · b6 чорний слон · c6 чорний слон · d6 чорний пішак · d5 чорна тура · e5 чорний пішак · g5 білий слон · b4 білий пішак · c4 білий кінь · g4 білий слон · d3 чорний пішак · g2 чорний пішак · h2 чорний пішак · b1 білий ферзь | a8 чорна тура · b8 чорний кінь · d8 чорний кінь · g8 біла тура · h8 білий король · a7 біла тура · b7 чорний ферзь · e7 білий пішак · f7 чорний король · h7 чорний пішак · b6 чорний слон · c6 чорний слон · d6 чорний пішак · d5 чорна тура · e5 чорний пішак · g5 білий слон · b4 білий пішак · c4 білий кінь · g4 білий слон · d3 чорний пішак · g2 чорний пішак · h2 чорний пішак · b1 білий ферзь | 1 |
|   | a | b | c | d | e | f | g | h |   |

На дошці вже давно замасковане зв'язування чорного ферзя по лінії a7 — f7. Першим ходом білі створюють ще одне, тепер по лінії a2 — f7:

1.Фа2! 

 загроза 2.K: d6# — опосередковане зв'язування чорної тури d5.

1…Фс7 2.e: d8K# 

1…Фd7 2.e8Ф# — опосередковані зв'язування чорного ферзя, що використовують перекриття ним чорних слонів.

Додаткові варіанти: 

1…Сс7 2.Фf2# 

1…Ke6 2.Ch5#